# Massacre de Columbine
O Massacre de Columbine foi um massacre escolar que ocorreu em 20 de abril de 1999, na Columbine High School, em Columbine, uma área não incorporada de Jefferson County, no Colorado, Estados Unidos. Além do tiroteio, o ataque complexo e altamente planejado envolveu o uso de bombas para afastar os bombeiros, tanques de propano convertidos em bombas colocados na lanchonete, 99 dispositivos explosivos, e carros-bomba. Os autores do crime, os alunos seniores Eric Harris e Dylan Klebold, mataram 12 alunos e um professor. Eles também feriram outras 21 pessoas, e mais outras três ficaram feridas enquanto tentavam fugir da escola. Depois de trocarem tiros com policiais respondentes, a dupla cometeu suicídio na biblioteca da escola.
Apesar dos motivos do ataque continuarem incertos, os diários pessoais dos autores do crime documentam que eles desejavam um ataque de magnitude semelhante ao do Atentado de Oklahoma City e de outros incidentes violentos que ocorreram nos Estados Unidos na década de 90. O ataque foi dito no USA Today como um "ataque suicida [que foi] planejado originalmente como uma grande—e mal implementada—explosão terrorista".
O incidente provocou debates sobre leis de controle de armas, gangues do ensino médio, subculturas e bullying. Também resultou em um aumento na segurança de escolas americanas com políticas de tolerância zero, e um pânico moral sobre a cultura gótica, a cultura de armas, pessoas rejeitadas pela sociedade, o uso de antidepressivos por adolescentes, o uso da internet por adolescentes.

## Atividades e intenções preliminares
Em 1996, Eric Harris criou um site privado no America Online. Inicialmente, Eric criou o site para hospedar mapas que ele e seu amigo, Dylan Klebold, criaram para o jogo eletrônico Doom, especialmente para seus amigos. Neste site, Eric Harris deu início a um blog que continha piadas e pequenas frases de diários com pensamentos sobre seus pais, escola, e amigos. No final daquele ano, o site já continha manuais de como causar prejuízos, assim como instruções de como fazer explosivos caseiros, e artigos em que Eric descrevia o problema que ele e Dylan estavam causando. No início de 1997, as postagens do blog já começavam a demonstrar os primeiros sinais do ódio que Eric tinha da sociedade.
O site de Eric Harris atraiu poucos visitantes e nunca lhe trouxe problemas, até março de 1998. Dylan Klebold deu o endereço do site para Brooks Brown, um ex-amigo de Eric. A mãe de Brooks efetuou várias queixas contra Eric no escritório do Xerife de Jefferson County, acreditando que Eric fosse perigoso. Depois que os pais de Brooks viram o site, eles entraram em contato com o escritório do Xerife de Jefferson County. O investigador Michael Guerra foi informado sobre o site. Quando ele acessou, Michael Guerra descobriu várias ameaças violentas contra alunos e professores da Columbine High School. Outros materiais do site incluíam documentos que Eric Harris escreveu sobre seu ódio generalizado contra a sociedade, e seu desejo de matar aqueles que o incomodavam.
Eric colocou em seu site que fabricou bombas caseiras, além de adicionar uma lista de pessoas que ele desejava atacar (no entanto, Eric não publicou nenhum tipo de plano de como ele pretendia atacar seus alvos). Quando Eric publicou em seu site que possuía explosivos, Michael Guerra escreveu um documento, solicitando um mandado de busca na casa da família Harris. O documento também mencionava a suspeita de Eric estar envolvido em um caso de explosão de bombas caseiras que ocorreu em fevereiro de 1998. O documento nunca foi arquivado. Foi escondido pelo escritório do Xerife de Jefferson County e não foi revelado até setembro de 2001, o que resultou em uma investigação feita pelo programa de televisão americano 60 Minutes.
Após a revelação do documento, uma série de investigações judiciais começaram para descobrir sobre o encobrimento da polícia de Jefferson County. A investigação revelou que os policiais de alto escalão de Jefferson County se encontraram alguns dias depois do massacre para discutir a possibilidade de liberar o documento ao público. Então, foi decidido que, como o documento precisava de causas prováveis para ser emitido um mandado de busca para realizar uma investigação na casa da família Harris a mando de um juiz, seria melhor não revelar a existência do documento em uma conferência de imprensa futura. Portanto, as conversas reais e os pontos de discussão nunca foram reveladas para ninguém, exceto para os membros judiciais. Após a conferência de imprensa, os documentos originais de Michael Guerra desapareceram. Em setembro de 1999, um investigador de Jefferson County não conseguiu encontrar os documentos ao fazer uma pesquisa secreta nos computadores que continham os dados. No final de 2000, uma segunda tentativa foi realizada, onde foi encontrado cópias do documento dentro dos arquivos de Jefferson County. Os documentos foram reconstruídos e liberados para o público em setembro de 2001, mas os documentos originais ainda continuavam desaparecidos. A investigação final do júri foi liberada em setembro de 2004.
Em 30 de janeiro de 1998, Eric Harris e Dylan Klebold roubaram ferramentas e outros equipamentos de uma van estacionada próximo a cidade de Littleton. Os dois jovens foram presos e, posteriormente compareceram a uma audiência em conjunto no tribunal, onde se declararam culpados pelo roubo da van. O juiz penalizou a dupla de modo com que tivessem que participar de um programa de reeducação juvenil (que, nos Estados Unidos, é classificado como parte dos "Diversion programs", que também inclui, em certos casos, serviços comunitários). Lá, Eric e Dylan frequentavam as aulas obrigatórias e conversavam com os policiais do local. Em uma dessas aulas, lhes foi ensinados a como controlar a raiva. Eric também começou a frequentar aulas de terapia com um psicólogo. Dylan já tinha problemas com bebidas alcoólicas, e falhou em um teste de diluição de urina, mas nem ele nem Eric compareceram as aulas de abuso de substâncias.
Eric e Dylan foram liberados do programa mais cedo devido aos resultados positivos; os dois ficaram em liberdade condicional. Logo após o término dos serviços prestados por Eric e Dylan no programa de reeducação juvenil, o blog online de Eric desapareceu. Seu site foi revertido para a proposta inicial, que era postar mapas para o jogo eletrônico Doom. Eric começou a escrever em um diário, onde ele escrevia seus pensamentos e planos. Em abril de 1998, como parte de uma ação incentivada pelo programa de reeducação juvenil, Eric escreveu uma carta pedindo desculpas ao dono da van. Porém, ao mesmo tempo, ele furiosamente o ridicularizou em seu diário, dizendo que acreditava ter o direito de roubar algo se quisesse. Eric continuou indo ao psicólogo, mas parou meses antes de ele e Dylan cometerem o massacre na Columbine High School.
Eric dedicou uma seção em seu site para publicar conteúdo a respeito dos progressos dele e de Dylan em suas coleções de armas e construções de bombas caseiras (posteriormente usadas para atacar os alunos de sua escola). Depois que o site se tornou público, a AOL o deletou permanentemente de seus servidores.

### Medicação
Em uma consulta agendada com seu psiquiatra, Eric se queixou de depressão, raiva, e pensamentos suicidas. Como resultado, seu psiquiatra lhe prescreveu um anti-depressivo chamado Zoloft. Então, Eric começou a se queixar de se sentir inquieto e com problemas para se concentrar. Em abril, seu médico trocou sua medicação pelo Luvox, um anti-depressivo semelhante.

### Diários e vídeos
Eric e Dylan começaram a escrever em diários logo após suas prisões, em 1998. Nesses diários, a dupla escreveu sobre um arsenal com fitas de vídeo, que eles mantinham em segredo.
Seus diários documentavam seus planos de causar um grande bombardeio para superar o Atentado de Oklahoma City. Os diários descreviam ideias de como escapar para o México, sequestrar um avião no Aeroporto Internacional de Denver e chocá-lo contra um edifício em Nova York, e detalhes sobre o ataque planejado. A dupla esperava que, após detonar suas bombas caseiras na lanchonete na hora mais movimentada do dia, isso mataria centenas de alunos, e possibilitaria que eles atirassem nos que saíssem vivos da escola. Então, quando viaturas da polícia, ambulâncias, caminhões de bombeiros e repórteres viessem até a escola, bombas colocadas nos carros dos garotos detonariam e matariam todos. No evento, as bombas que estavam presentes em seus carros não explodiram.
A dupla guardava vídeos em que falavam sobre os explosivos, as munições, e as armas que haviam obtido ilegalmente. Eles revelaram como escondiam seus arsenais em suas casas, e como enganavam seus pais sobre suas atividades. A dupla gravou vídeos praticando tiro ao alvo em colinas próximas, assim como áreas da escola que planejavam atacar. Em 20 de abril, aproximadamente 30 minutos antes do ataque, eles fizeram um último vídeo dizendo adeus e pedindo desculpas para seus amigos e familiares.

## Armas de fogo
Nos meses anteriores ao ataque, Eric e Dylan adquiriram duas armas de fogo de 9 mm, e duas espingardas de calibre 12. Um amigo da dupla, Robyn Anderson, havia inadvertidamente comprado um rifle e as duas espingardas usadas no massacre no Tanner Gun Show, em dezembro de 1998. Mais tarde, através de Philip Duran, outro amigo da dupla, Eric e Dylan compraram um revólver de Mark Manes por 500 dólares.
Usando instruções obtidas através da Internet, Eric e Dylan construíram um total de 99 explosivos improvisados de vários formatos e tamanhos. Eles alteraram suas espingardas de modo com que ficassem mais fáceis de ocultar.
No dia do massacre, Eric estava equipado com uma espingarda Savage-Springfield 67H de calibre 12 (da qual ele descarregou 25 vezes), e uma carabina Hi-Point 995 de 9 mm com treze carregadores de 10 compartimentos (da qual ele disparou 96 vezes).
Dylan estava equipado com uma pistola semi-automática TEC-9 da Intratec de 9×19mm, com um carregador de 52 compartimentos, um de 32 compartimentos, e um de 28 compartimentos, e uma espingarda serrada de cano duplo Stevens 311D de calibre 12. Dylan primeiramente disparou a pistola TEC-9 por um total de 55 vezes, enquanto descarregou sua espingarda de cano duplo por um total de 12 vezes.

## 20 de abril de 1999: O massacre

### Antes do massacre
| |  |  |
| Eric Harris (à esquerda) e Dylan Klebold (à direita), foram os responsáveis pelo Massacre de Columbine. |  |  |

Na manhã de terça-feira, 20 de abril de 1999, Eric Harris e Dylan Klebold colocaram uma pequena bomba em um campo, à cerca de três milhas ao sul da Columbine High School, e à duas milhas ao sul da estação de corpo de bombeiros. Programada para explodir às 11:14 daquela manhã, a bomba tinha o intuito de distrair o corpo de bombeiros e manter o pessoal responsável pela emergência longe da escola (a bomba parcialmente explodiu e causou um pequeno incêndio, que foi rapidamente apagado pelo corpo de bombeiros).
Às 11h10, Eric e Dylan chegaram separadamente na Columbine High School. Eric estacionou seu veículo no estacionamento para alunos júnior, na entrada sul, enquanto Dylan estacionou no estacionamento para alunos seniores, na entrada oeste. A lanchonete da escola, o alvo principal de bombas da dupla, estava situada entre os dois estacionamentos.
Após estacionarem seus carros—cada um contendo bombas escondidas, programadas para explodir às 12h00— a dupla se encontrou próximo ao carro de Eric e armou duas bombas de propano de 20 libras (9kg) antes de entrarem na lanchonete, poucos minutos antes do início do turno do lanche "A". Os dois colocaram mochilas contendo as bombas—programadas para explodir aproximadamente às 11:17, dentro da lanchonete, antes de voltarem separadamente aos seus veículos para esperar a explosão e atirar nos sobreviventes que tentassem fugir do edifício. Se essas bombas estivessem explodido com força máxima, Eric e Dylan poderiam ter matado ou ferido gravemente todos os 488 estudantes que estavam na lanchonete, e, possivelmente, poderiam ter derrubado o teto, deixando cair parte da biblioteca na lanchonete.
O Vice-Xerife de Jefferson County, Neil Gardner, foi designado para ser o policial responsável pela vigia da escola em tempo integral. Neil costumava lanchar com os alunos na lanchonete, mas neste dia, ele optou por comer seu lanche em seu carro de patrulha, no noroeste da escola, onde monitorava alguns alunos no Smokers' Pit, no Clement Park. Os funcionários de segurança da Columbine High School não viram as bombas serem colocadas na lanchonete, pois um guarda estava substituindo a fita de vídeo de segurança da escola quando isto aconteceu. As mochilas que continham as bombas estavam visíveis na nova fita de segurança, mas não foram identificadas como itens suspeitos. Nenhuma testemunha se lembrou de ver as mochilas sendo colocadas no meio das 400 outras mochilas dos alunos que já estavam na lanchonete.
Quando Eric e Dylan voltaram para seus veículos, Eric encontrou Brooks Brown, um amigo e colega de classe com quem recentemente havia feito as pazes após uma série de desentendimentos. Brooks, que estava no estacionamento fumando um cigarro, ficou surpreso ao ver Eric, pois havia percebido que ele estava ausente de uma prova importante. Eric parecia despreocupado quando se lembrou deste fato, comentando: "Não importa mais". Então, concluiu: "Brooks, eu gosto de você agora. Saia daqui. Vá para casa". Brooks, sentindo-se apreensivo, se afastou. Minutos depois, os alunos que saíam da Columbine High School para o lanche, viram Brooks Brown saindo da escola. Enquanto isso, Eric e Dylan se armavam em seus veículos e esperavam a explosão das bombas na lanchonete.

### 11h19: O início do tiroteio
Quando a explosão das bombas da lanchonete falhou, Eric e Dylan se encontraram e foram em direção à escola. Armados, os dois subiram as escadas do lado de fora da entrada oeste, e pararam no mesmo nível dos campos de esporte à oeste do edifício e da biblioteca dentro da entrada oeste, diretamente acima da cafeteria. Deste ponto de vista, a entrada oeste da lanchonete estava localizada no fundo da escadaria da escola, ao lado do estacionamento dos alunos seniores.
- 1. Rachel Scott, 17 anos. Morta com tiros na cabeça, tronco e perna ao lado da entrada oeste da escola.
- 2. Richard Castaldo, 17 anos. Baleado no braço, peito, costas e abdômen ao lado da entrada oeste da escola.
- 3. Daniel Rohrbough, 15 anos. Fatalmente ferido por tiros no abdômen e perna na escada oeste. Posteriormente, baleado na parte superior do peito na mesma escada, não resistindo as lesões.
- 4. Sean Graves, 15 anos. Baleado nas costas, no pé e no abdômen na escada oeste.
- 5. Lance Kirklin, 16 anos. Ferido em estado crítico por tiros na perna, pescoço e mandíbula na escada oeste.
- 6. Michael Johnson, 15 anos. Baleado no rosto, braço e perna na escada oeste.
- 7. Mark Taylor, 16 anos. Baleado no peito, braços e perna na escada oeste.
- 8. Anne-Marie Hochhalter, 17 anos. Baleada no peito, braço, abdômen, costas, e perna esquerda perto da entrada da lanchonete.
- 9. Brian Anderson, 17 anos. Ferido perto da entrada oeste por estilhaços de vidro.
- 10. Patti Nielson, 35 anos. Ferida no ombro por estilhaços de vidro perto da entrada oeste.
- 11. Stephanie Munson, 17 anos. Baleada no tornozelo dentro do corredor norte.
- 12. William David Sanders, 47 anos. Morto por perda de sangue após ser baleado no pescoço e nas costas dentro do corredor sul.

Às 11:19, a estudante de 17 anos, Rachel Scott, estava lanchando com seu amigo, Richard Castaldo, enquanto estavam sentados na grama ao lado da entrada oeste da escola. Richard Castaldo viu um dos garotos jogar uma bomba caseira, que mal explodiu, o que fez com que ele não a levasse a sério. Neste momento, uma testemunha ouviu Eric Harris gritar: "Vai! Vai!". Os dois atiradores tiraram suas armas de seus casacos e começaram a disparar contra Richard Castaldo e Rachel Scott. Rachel foi baleada quatro vezes e morreu instantaneamente. Richard Castaldo levou oito tiros, no peito, no braço, e no abdômen, paralisando-o do peito para baixo e caindo inconsciente. Não se sabe quem atirou primeiro; entretanto, foi Eric quem deu os disparos responsáveis por matar Rachel; Richard disse que Rachel foi atingida antes dele.
Após atirarem contra as duas primeiras vítimas, Eric retirou seu casaco e apontou sua carabina de 9 mm para a escada oeste, em direção a três alunos: Daniel Rohrbough e Sean Graves, de 15 anos, e Lance Kirklin, de 16 anos. Os três amigos estavam subindo as escadas, quando se depararam com os dois atiradores. Posteriormente, Lance Kirklin relatou ter visto Dylan Klebold e Eric Harris no topo da escada, antes da dupla começar a atirar. Todos os três jovens foram baleados e feridos. Dentro da escola, alguns dos alunos acreditavam que estavam testemunhando algum tipo de brincadeira de alunos seniores feita por Eric e Dylan. Mas, na lanchonete, Dave Sanders, um professor de informática e negócios, assim como treinador do time da escola, rapidamente percebeu que não era uma brincadeira, mas sim, um ataque contra a escola.
Eric e Dylan voltaram e começaram a atirar em direção a cinco alunos sentados na grama ao lado da escada e em frente à entrada oeste da escola. Michael Johnson, de 15 anos, foi baleado no rosto, na perna e no braço, mas correu e conseguiu escapar; Mark Taylor, de 16 anos, foi baleado no peito, nos braços e na perna, caindo no chão, onde fingiu estar morto. Os outros três escaparam ilesos.
Dylan Klebold desceu as escadas em direção à lanchonete. Ele foi até Lance Kirklin, que já estava ferido e deitado no chão, pedindo por ajuda. Dylan disse: "Claro. Eu vou te ajudar", então, atirou no rosto de Lance Kirklin, deixando-o ferido em estado crítico.
Daniel Rohrbough e Sean Graves haviam descido a escada quando Eric e Dylan desviaram sua atenção para os alunos na grama; Sean—paralisado da cintura para baixo—rastejou até a porta da entrada oeste da lanchonete, e desmaiou. Dylan atirou em Daniel Rohrbough, que já havia sido fatalmente ferido por Eric com tiros à queima-roupa, perto do peito superior esquerdo. Então, Dylan passou por cima de Sean Graves, e entrou na lanchonete. Policiais especularam que Dylan foi à lanchonete para verificar as bombas de propano. Eric desceu as escadas e começou a atirar em vários alunos que estavam sentados perto da entrada da lanchonete, ferindo gravemente e paralisando parcialmente Anne-Marie Hochhalter, de 17 anos, enquanto ela tentava fugir. Dylan saiu da lanchonete e subiu as escadas, se encontrando novamente com Eric.

Daniel Rohrbough, baleado e caído no chão, enquanto outros alunos se escondem atrás de um carro.

Eles atiraram em direção aos alunos que estavam perto de um campo de futebol, mas não atingiram ninguém. Eles caminharam até a entrada oeste, jogando bombas caseiras, das quais poucas explodiram. Enquanto isso, dentro da escola, Patti Nielson, uma professora de artes, percebeu o movimento e foi em direção à entrada oeste com o aluno Brian Anderson, de 17 anos. Ela tinha a intenção de sair para pedir para Eric e Dylan "pararem com isso", pensando que eles estavam gravando um vídeo ou fazendo uma brincadeira de aluno. Quando Brian Anderson abriu o primeiro conjunto das portas da escola, Eric e Dylan atiraram nas janelas, ferindo-o com pedaços de vidro, e atingindo Patti Nielson no ombro com estilhaços. Patti se levantou e correu pelo corredor até a biblioteca, alertando os alunos que estavam no local sobre o perigo, e dizendo para se esconderem debaixo das mesas e ficarem em silêncio. Patti ligou para a polícia e se escondeu debaixo do balcão administrativo da biblioteca. Brian Anderson ficou para trás, preso entre as portas exteriores e interiores da escola.

### 11h22: A reação da polícia
Às 11h22, o zelador da escola chamou o Vice-Xerife Neil Gardner, o oficial de segurança designado para Columbine, pelo rádio da escola, solicitando assistência no estacionamento dos alunos seniores. A única rota pavimentada se encontrava na direção leste e sul da Pierce Street, onde, às 11h23, Neil ouviu em seu rádio que uma mulher havia sido atingida, e deduziu que ela tinha sido atropelada. Ao sair de seu carro de patrulha no estacionamento dos alunos seniores às 11h24, Neil ouviu outro chamado vindo do rádio da escola, do qual dizia: "Neil, há um atirador na escola". Eric, na entrada oeste, imediatamente sacou seu rifle e atirou contra Neil Gardner, que estava a 60 metros de distância. Neil atirou de volta, utilizando sua pistola de serviço. Porém, ele não estava usando seus óculos e não conseguiu acertar os atiradores.
Cinco minutos depois dos disparos começarem, e dois minutos após o primeiro chamado do rádio, Neil trocava tiros com um dos atiradores. Já havia dois mortos e dez feridos. Eric disparou dez tiros, e Neil disparou quatro, antes de Eric voltar para o edifício. Ninguém foi atingido. Neil informou em seu rádio de patrulha: "Há tiros no prédio. Preciso de alguém comigo no estacionamento sul".
Esta breve troca de tiros acabou distraindo Eric e Dylan do ferido Brian Anderson. Brian fugiu para a biblioteca e se escondeu em uma sala de descanso aberta. De volta à escola, Eric e Dylan foram ao corredor norte principal, jogando mais bombas caseiras e atirando em todos que encontraram. Dylan atirou em Stephanie Munson no tornozelo, embora ela conseguisse caminhar até o lado de fora da escola. A dupla atirou para fora da escola pelas janelas da entrada leste da escola. Após caminharem pelos corredores diversas vezes e continuarem atirando—e errando—em todos os alunos que viam, Eric e Dylan foram até a entrada oeste, e entraram no corredor da biblioteca.
O Vice Paul Smoker, um motoqueiro de patrulha do escritório do Xerife de Jefferson County, estava resolvendo um problema de multa de trânsito ao norte da escola quando um chamado sobre uma "mulher caída" chegou às 11:23, provavelmente referindo-se à Rachel Scott, que já estava morta. Indo pelo caminho mais curto, Paul Smoker passou com sua moto pelo gramado entre os campos de futebol, e se dirigiu até a entrada oeste. Quando viu o Vice Scott Taborsky seguindo-o em um carro de patrulha, Paul abandonou sua moto devido a maior segurança proporcionada pelo carro. Os dois Vice-Xerifes começaram a resgatar dois alunos feridos que estavam perto do campo de futebol, quando outro tiroteio começou às 11h26, entre Eric, que estava novamente na entrada oeste, e Neil Gardner, que ainda se encontrava no estacionamento. Paul Smoker atirou de volta, disparando três vezes, o que fez com que Eric recuasse. Mais uma vez, ninguém foi atingido.

O professor Dave Sanders correndo pela escola e alertando os alunos, poucos minutos antes de se deparar com os atiradores e ser baleado.

Dentro da escola, o professor Dave Sanders conseguiu tirar com sucesso os alunos que estavam na lanchonete; onde alguns deles subiram as escadas que dão acesso ao segundo andar da escola. Essas escadas ficavam localizadas na esquina do corredor da biblioteca, no corredor sul. Neste momento, Eric e Dylan estavam dentro do corredor principal. Dave Sanders e outro aluno estavam no final de um corredor abaixo do corredor em que Eric e Dylan estavam, tentando avisar o máximo possível de alunos na escola. Enquanto corriam, Dave e o aluno se depararam com Eric e Dylan, que se aproximavam pelo canto do corredor norte. Então, os dois se viraram e correram na direção oposta. Eric e Dylan atiraram contra eles. Dylan atingiu Dave duas vezes no peito, mas não conseguiu acertar o aluno. Então, o aluno correu para um laboratório e avisou para que todos se escondessem. Dylan caminhou em direção a Dave Sanders, que estava caído no chão, para procurar pelo aluno, mas voltou com Eric para o corredor norte.
Dave Sanders rastejou até o laboratório, e um outro professor o levou para uma sala de aula onde haviam 30 alunos. Eles colocaram um aviso na janela, que dizia: "1 bleeding to death" ("1 pessoa sangrando até a morte", em português), com o objetivo de alertar a polícia e a ambulância sobre a localização de Dave. Devido ao seu conhecimento de primeiros socorros, o aluno Aaron Hancey foi levado pelos professores até a sala de aula onde Dave Sanders estava, apesar da agitação que se desdobrava pela escola. Com a ajuda de um colega, Kevin Starkey, e da professora Teresa Miller, Aaron Hancey administrou primeiros socorros em Dave Sanders por três horas, tentando conter a perda de sangue com as camisetas dos alunos presentes na sala. Usando um telefone, Teresa Miller e vários outros alunos mantinham contato com a polícia fora da escola. Todos os alunos nesta sala foram evacuados com segurança.

### 11h29 – 11h36: O massacre na biblioteca
Conforme o tiroteio se desenrolava, Patti Nielson falava ao telefone com os serviços de emergência, contando o que estava acontecendo, e pedindo para os alunos se esconderem debaixo das mesas. De acordo com as transcrições, sua ligação foi recebida por um operador do 911 às 11h25min05. O tempo entre o recebimento da ligação e a entrada dos atiradores na biblioteca foi de quatro minutos e dez segundos. Antes de entrarem, os atiradores jogaram duas bombas na lanchonete, das quais as duas explodiram com sucesso. Então, eles jogaram outra bomba no corredor da biblioteca, que, ao explodir, danificou vários armários. Às 11h29, Eric e Dylan entraram na biblioteca, onde um total de 52 alunos, dois professores, e dois bibliotecários se escondiam.
Eric gritou: "Levantem-se!", em um tom de voz tão alto, que pôde ser ouvido na ligação de Patti Nielson para o 911, às 11h29min18. Os funcionários e os alunos que se escondiam nas salas externas da biblioteca, mais tarde disseram que também ouviram os atiradores dizerem: "Todos os atletas, levantem-se! Nós vamos pegar os caras com bonés brancos!" (usar um boné de beisebol branco em Columbine era uma tradição entre os membros do time de esportes, normalmente atletas). Como ninguém se levantou, Eric disse: "Ótimo, vou começar a atirar mesmo assim!". Ele atirou com sua espingarda duas vezes em uma mesa, sem saber que um aluno chamado Evan Todd estava escondido debaixo dela. Evan Todd foi atingido pelos estilhaços de madeira da mesa, mas não ficou seriamente ferido.
Os atiradores foram para o lado oposto da biblioteca, até duas fileiras de mesas de computadores. Evan Todd se escondeu atrás do balcão administrativo. Kyle Velasquez, de 16 anos, estava sentado debaixo da fileira norte das mesas de computadores; mais tarde, a polícia disse que Kyle não estava escondido debaixo da mesa quando Dylan e Eric entraram na biblioteca, mas só depois correu para debaixo da mesa de computadores. Dylan atirou e matou Kyle, atingindo-o na cabeça e nas costas. Dylan e Eric colocaram suas mochilas cheias de munições na fileira sul—ou inferior—de computadores e recarregaram suas armas. Eles voltaram para as janelas que ficavam em direção à escada exterior. Percebendo que a polícia evacuava alunos da escola, Eric disse: "Vamos matar alguns policiais". Ele e Dylan começaram a atirar pelas janelas em direção à polícia, que também atirava de volta; ninguém ficou ferido.
- 13. Evan Todd, 15 anos. Sofreu ferimentos leves por estilhaços de uma mesa de madeira em que estava escondido.
- 14. Kyle Velasquez, 16 anos. Morto por tiros de espingarda na cabeça e nas costas.
- 15. Patrick Ireland, 17 anos. Baleado na cabeça e no pé.
- 16. Daniel Steepleton, 17 anos. Baleado na coxa.
- 17. Makai Hall, 18 anos. Baleado no joelho.
- 18. Steven Curnow, 14 anos. Morto por um tiro no pescoço.
- 19. Kacey Ruegsegger, 17 anos. Baleada no ombro, na mão e no pescoço.
- 20. Cassie Bernall, 17 anos. Morta por um tiro de espingarda na cabeça.
- 21. Isaiah Shoels, 18 anos. Morto por um tiro no peito.
- 22. Matthew Kechter, 16 anos. Morto por um tiro no peito.
- 23. Lisa Kreutz, 18 anos. Baleada no ombro, na mão, nos braços e na coxa.
- 24. Valeen Schnurr, 18 anos. Ferida por tiros no peito, nos braços e no abdômen.
- 25. Mark Kintgen, 17 anos. Baleado na cabeça e no ombro.
- 26. Lauren Townsend, 18 anos. Morta por vários tiros na cabeça, no peito e na parte inferior do corpo.
- 27. Nicole Nowlen, 16 anos. Baleada no abdômen.
- 28. John Tomlin, 16 anos. Morto por vários tiros na cabeça e no pescoço.
- 29. Kelly Fleming, 16 anos. Morta por um tiro de espingarda nas costas.
- 30. Jeanna Park, 18 anos. Baleada no joelho, no ombro e no pé.
- 31. Daniel Mauser, 15 anos. Morto por um único tiro no rosto.
- 32. Jennifer Doyle, 17 anos. Baleada na mão, na perna e no ombro.
- 33. Austin Eubanks, 17 anos. Baleado na mão e no joelho.
- 34. Corey DePooter, 17 anos. Morto por tiros no peito e no pescoço.

Após atirar pela janela em direção aos alunos e a polícia, Dylan atirou com sua espingarda em direção a uma mesa próxima, ferindo três alunos: Patrick Ireland, Daniel Steepleton, e Makai Hall. Então, ele tirou seu casaco. Quando Dylan atirou contra os três, Eric pegou sua espingarda, e caminhou em direção à fileira inferior das mesas de computadores, atirando uma única vez debaixo da primeira mesa, sem olhar. Ele atingiu Steven Curnow, de 14 anos, com um tiro no pescoço, que o levou à morte. Então, Eric atirou contra as mesas de computadores ao lado, ferindo Kacey Ruegsegger, de 17 anos, com um tiro que atravessou completamente seu ombro direito e sua mão, também atingindo-a de raspão no pescoço e perfurando uma artéria principal. Quando ela começou a respirar com dificuldade por causa da dor, Eric disse: "Pare de reclamar".
Eric caminhou até a mesa em frente à fileira inferior das mesas de computadores, deu dois tapas em cima e se ajoelhou, dizendo: "Achou", para a aluna Cassie Bernall, de 17 anos, antes de atirar uma única vez em sua cabeça, matando-a instantaneamente. Como Eric estava segurando sua espingarda com uma única mão neste momento, a arma atingiu seu rosto ao recuar, e quebrou seu nariz. Relatórios iniciais deduzem que Eric perguntou para Cassie Bernall: "Você acredita em Deus?", onde ela respondeu que "sim", antes de ser morta. No entanto, três alunos que testemunharam a morte de Cassie, incluindo Emily Wyant, que estava escondida debaixo da mesa com ela, declararam que Cassie não disse nenhuma palavra para Eric depois de sua provocação inicial, embora Emily Wyant tenha afirmado que Cassie estava orando antes de ser assassinada.
Após matar Cassie, Eric andou até outra mesa, onde a aluna Bree Pasquale estava sentada ao lado desta mesa, em vez de estar debaixo dela. Eric perguntou para Bree Pasquale se ela queria morrer, e ela respondeu implorando por sua vida. Mais tarde, testemunhas relataram que Eric parecia desorientado — possivelmente devido ao grande sangramento da ferida em seu nariz. Enquanto Eric provocava Bree Pasquale, Dylan percebeu que Patrick Ireland estava tentando ajudar Makai Hall, que havia sofrido uma ferida no joelho. Enquanto Patrick tentava ajudar Makai, sua cabeça estava a mostra por trás da mesa; Dylan atirou contra ele uma segunda vez, atingindo-o duas vezes na cabeça e uma vez no pé. Patrick ficou inconsciente, mas sobreviveu.
Dylan caminhou em direção à outra fileira de mesas de computadores, onde encontrou Isaiah Shoels, de 18 anos, Matthew Kechter, de 16 anos, e Craig Scott (o irmão mais novo de Rachel Scott), de 16 anos, se escondendo debaixo de uma mesa. Todos os três eram atletas populares. Dylan tentou tirar Isaiah Shoels debaixo da mesa. Ele chamou Eric, referindo-se a ele por seu nome de usuário em sites online: "REB! Tem um neguinho bem aqui!". Eric deixou Bree Pasquale e se juntou a Dylan. De acordo com testemunhas, Dylan e Eric provocaram Isaiah Shoels por alguns segundos, fazendo vários comentários racistas. Eric se ajoelhou e atirou no peito de Isaiah à queima-roupa, matando-o instantaneamente. Dylan também se ajoelhou e atirou, atingindo e matando Matthew Kechter. Então, Eric gritou: "Quem é o próximo que está pronto para morrer?". Enquanto isso, Craig Scott estava ileso; ele deitou sobre o sangue de seus amigos, fingindo estar morto. Eric se virou e jogou uma bomba de CO2 na mesa onde Makai Hall, Daniel Steepleton, e Patrick Ireland estavam. Quando a bomba parou na coxa de Daniel, Makai rapidamente a jogou para longe.
Eric caminhou em direção às estantes de livros entre o oeste e o centro das mesas da biblioteca. Ele pulou em cima de uma e a sacudiu. Então, atirou em uma direção desconhecida. Dylan caminhou pela área principal, passando pela primeira fileira de estantes, pela área de mesas central, e por uma segunda fileira de estantes na área leste. Eric saiu de cima da estante de livros de onde havia atirado em uma direção desconhecida, passando pela área central, e se juntando novamente a Dylan. Dylan atirou em uma vitrine localizada ao lado da porta, e então, se virou e atirou em direção à mesa mais próxima, atingindo e ferindo Mark Kintgen, de 17 anos, na cabeça e no ombro. Ele novamente se virou, desta vez em direção à mesa localizada à sua esquerda, e atirou, atingindo Lisa Kreutz, de 18 anos, e Valeen Schnurr, também de 18 anos, com o mesmo tiro de espingarda. Então, Dylan subiu em cima da mesma mesa, e atirou com a sua TEC-9, matando Lauren Townsend, de 18 anos. Neste momento, Valeen Schnurr, que estava gravemente ferida, começou a gritar: "Meu Deus, meu Deus!". Então, Dylan perguntou para Valeen Schnurr se ela acreditava na existência de Deus; quando ela respondeu que sim, Dylan simplesmente perguntou "Por quê?", e saiu de cima da mesa.
Eric se aproximou de outra mesa, onde duas garotas estavam escondidas. Ele se abaixou, olhou para elas, e as chamou de "patéticas". Então, Eric caminhou até outra mesa, onde atirou duas vezes, ferindo Nicole Nowlen, de 16 anos, e John Tomlin, também de 16 anos. Quando John Tomlin tentou fugir da mesa, Dylan o chutou. Eric zombou da tentativa de fuga de John Tomlin, antes de Dylan atirar no jovem repetidamente, matando-o. Então, Eric voltou para o outro lado da mesa, onde Lauren Townsend estava morta. Atrás da mesa, Kelly Fleming, de 16 anos, estava, assim como Bree Pasquale, sentada ao lado da mesa, em vez de estar debaixo dela, devido a falta de espaço. Eric atirou em Kelly Fleming com sua espingarda, atingindo-a nas costas e matando-a instantaneamente. Ele atirou na mesa que estava atrás de Kelly Fleming, atingindo Lauren Townsend e Lisa Kreutz novamente, e ferindo Jeanna Park, de 18 anos. Mais tarde, uma autópsia revelou que Lauren Townsend já havia morrido antes, devido aos tiros anteriormente disparados por Dylan.
Os atiradores caminharam até o centro da biblioteca, onde continuaram a recarregar suas armas em uma mesa. Eric viu um aluno se escondendo próximo a ele e o mandou se identificar. Era John Savage, um conhecido de Dylan, que tinha vindo para a biblioteca para estudar para uma prova de história. John Savage disse seu nome, acreditando que eles estavam apenas atrás de atletas (e ele não era um), em uma tentativa de se salvar. Então, John perguntou para Dylan o que eles estavam fazendo, e Dylan respondeu: "Apenas matando pessoas". John perguntou se eles iriam o matar. Possivelmente devido a um alarme de incêndio que tocou, Dylan disse: "O quê?". John perguntou novamente se eles iriam o matar. Dylan hesitou, e então, disse para ele ir embora. John saiu imediatamente e fugiu pela entrada principal da biblioteca.
Depois que John Savage saiu, Eric se virou e atirou com sua espingarda em uma mesa, diretamente na direção norte de onde eles estavam, atingindo de raspão a orelha de Daniel Mauser, de 15 anos. Quando ele tentou se defender, empurrando uma cadeira na direção de Eric, Eric atirou novamente e atingiu Daniel no rosto à queima-roupa, matando-o rapidamente. Os dois atiradores caminharam em direção ao sul e atiraram aleatoriamente contra outra mesa, atingindo Jennifer Doyle, de 17 anos, e Austin Eubanks, também de 17 anos, e ferindo fatalmente Corey DePooter, de 17 anos. Corey DePooter foi o último a morrer no massacre, às 11:35, e, mais tarde, foi mencionado por tranquilizar seus amigos e mantê-los calmos durante a situação.
Não houve mais feridos após as 11:35. Eles mataram 10 pessoas na biblioteca, e feriram outras 12. Dos 56 reféns da biblioteca, 34 ficaram ilesos. Mais tarde, investigadores descobriram que os atiradores tinham munição suficiente para matar todos os que estavam no local.
Neste ponto, várias testemunhas disseram que ouviram Eric e Dylan comentarem que não conseguiam mais sentir a adrenalina ao atirarem em suas vítimas. Dylan foi apontado por dizer: "Talvez nós devêssemos começar a esfaquear as pessoas, isso seria mais divertido" (ambos tinham trazido facas). Então, eles se afastaram da mesa e caminharam até o balcão administrativo da biblioteca. Eric jogou um coquetel molotov na direção sudoeste, para o final da biblioteca, mas não explodiu. Eric deu a volta no balcão da biblioteca pelo lado leste, e Dylan se juntou a ele, vindo pelo lado oeste; os dois se juntaram perto de onde Evan Todd tinha se escondido depois de ter se ferido. Eric e Dylan zombaram de Evan, que estava usando um boné branco de atleta. Quando os atiradores mandaram ele mostrar seu rosto, Evan levantou parcialmente seu boné para que seu rosto continuasse irreconhecível. Quando Dylan pediu para Evan lhe dar um motivo para não matá-lo, Evan disse: "Eu não quero problemas". Dylan disse: "Você [Evan] costumava me chamar de boiola. Quem é boiola agora?!". Os atiradores continuaram provocando Evan, e debateram se o matavam ou não, mas decidiram o deixar e se afastaram.
O nariz de Eric estava sagrando muito, o que pode ter feito com que ele decidisse sair da biblioteca. Dylan se virou e atirou uma vez em uma sala de descanso da biblioteca que estava aberta, atingindo uma pequena televisão. Antes de saírem, Dylan bateu uma cadeira em uma fileira de mesas de computadores, e em vários livros que estavam no balcão administrativo da biblioteca, logo acima de onde Patti Nielson estava escondida.

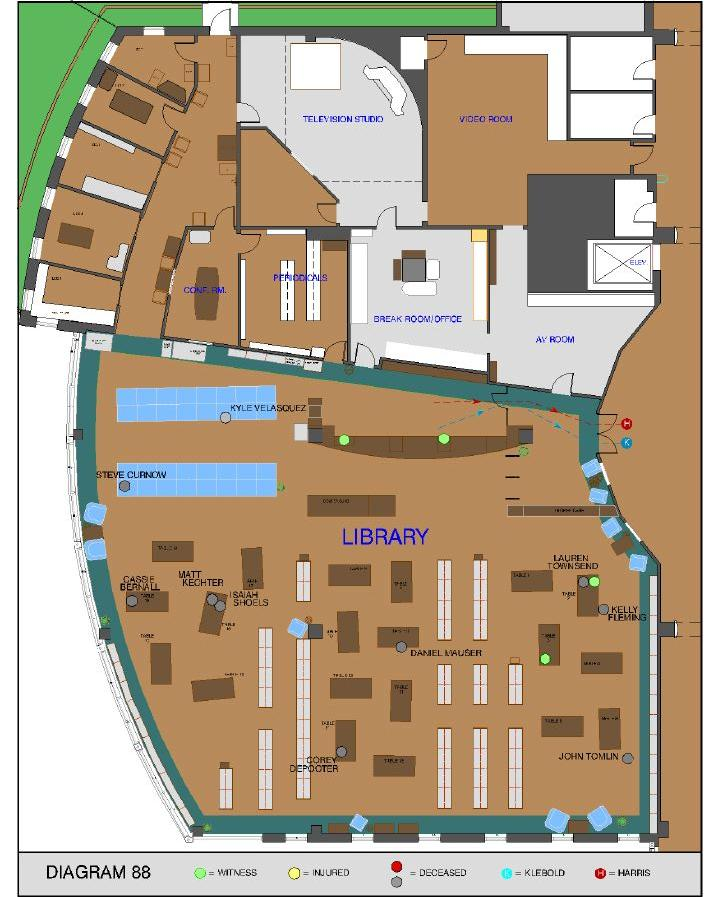
Um diagrama do FBI da biblioteca da Columbine High School, descrevendo a localização das fatalidades.

Os dois saíram da biblioteca às 11h36, terminando a terrível situação que os reféns do local estavam passando. Cautelosamente, com medo dos atiradores voltarem, os 34 reféns ilesos e os 10 sobreviventes feridos, começaram a sair da biblioteca pela porta norte, que levava até a calçada ao lado da entrada oeste. Kacey Ruegsegger foi retirada da biblioteca por Craig Scott. Se ela não tivesse sido retirada neste momento, Kacey provavelmente teria sangrado até a morte, devido aos seus ferimentos. Patrick Ireland, inconsciente, e Lisa Kreutz, que não conseguia se movimentar, continuaram no edifício. Patti Nielson se juntou a Brian Anderson e outros três funcionários da biblioteca na sala de descanso exterior, onde Dylan havia atirado anteriormente. Eles se trancaram e permaneceram lá até serem resgatados, aproximadamente às 15:30.

### 12h08: O suicídio dos autores do crime
Após saírem da biblioteca, Eric e Dylan entraram na área dos laboratórios, onde jogaram uma pequena bomba em um armário de armazenamento vazio. Isto causou um incêndio, que foi apagado por um professor que se escondia em uma sala ao lado. A dupla continuou em direção ao corredor sul, onde atiraram em um laboratório vazio. Aproximadamente às 11h44, Eric e Dylan foram vistos pelas câmeras de segurança da escola quando voltaram para a lanchonete. As gravações mostram Eric se ajoelhando na escada e atirando uma única vez em direção a uma das bombas de propano que ele e Dylan haviam instalado na lanchonete, em uma tentativa malsucedida de explodi-la. Ele tomou um gole de uma das bebidas deixadas para trás no local, enquanto Dylan se aproximou da bomba de propano e a examinou. Dylan acendeu um Coquetel Molotov e o jogou na bomba de propano. Quando os dois saíram da lanchonete, o Coquetel Molotov explodiu, detonando parcialmente uma das bombas de propano, às 11h46. Dois minutos depois, cerca de um litro de combustível se acendeu no local, causando um incêndio que foi apagado pelos rociadores de incêndios.
Após saírem da lanchonete, a dupla voltou para os corredores principais norte e sul da escola, atirando sem rumo. Eric e Dylan caminharam pelo corredor sul até o escritório principal, e voltaram para o corredor norte. Em vários momentos, a dupla olhou pelas janelas das portas das salas de aula, fazendo contato visual com os alunos escondidos nelas, mas nem Eric e nem Dylan tentaram entrar em alguma destas salas. Eles até recarregaram suas armas perto da sala onde Dave Sanders estava, mas não entraram. Após saírem do escritório principal, Eric e Dylan caminharam em direção a um banheiro, onde provocaram os alunos que estavam escondidos no local, fazendo comentários como: "Nós sabemos que vocês estão aí", e "Vamos matar todos que encontrarmos aqui". No entanto, eles também não entraram no banheiro. Às 11h55, os dois voltaram para a lanchonete, onde entraram rapidamente na cozinha da escola. Eles retornaram para a escada e foram em direção ao corredor sul, às 11h58.
- 35. Eric Harris, 18 anos. Cometeu suicídio com um único tiro na boca.
- 36. Dylan Klebold, 17 anos. Cometeu suicídio com um único tiro na cabeça.

Às 12h02, Eric e Dylan voltaram para a biblioteca, que já estava vazia de sobreviventes, exceto por Patrick Ireland, que continuava inconsciente, e Lisa Kreutz, que ainda estava ferida. Ao entrarem, eles atiraram contra a polícia pelas janelas ocidentais, que atirou de volta. Ninguém foi ferido nesta troca de tiros.

Dentro da biblioteca, Eric e Dylan trocam tiros com a polícia.

Aproximadamente às 12h08, 32 minutos depois que eles saíram da biblioteca, Patti Nielson, que havia se trancado dentro de uma sala de descanso com um aluno e outros funcionários da biblioteca, ouviu Eric e Dylan subitamente gritarem ao mesmo tempo: "Um! Dois! Três!". Estas palavras foram seguidas por som de tiros. Os dois cometeram suicídio: Eric atirou contra seu céu da boca com sua espingarda; Dylan atirou em si mesmo na têmpora esquerda de sua cabeça com sua semi-automática TEC-9.
Patrick Ireland recuperou e perdeu a consciência várias vezes após ter sido baleado por Dylan. Ele rastejou até as janelas da biblioteca, onde, às 14:38, tentou deslizar para fora da janela, com a intenção de cair nos braços de dois agentes da SWAT que estavam em cima de um veículo de emergência, mas, em vez disso, acabou caindo diretamente no teto do veículo, formando uma poça de sangue. Mais tarde, os agentes foram criticados por deixar Patrick cair de uma altura de mais de sete metros, enquanto não faziam nada para tentar garantir com que ele caísse em segurança. Lisa Kreutz, que foi baleada no ombro, nos braços, na mão e na coxa, ainda estava na biblioteca. Mais tarde, em uma entrevista, ela se lembrou de ouvir um comentário como: "Você, na biblioteca", por volta do tempo em que Eric Harris e Dylan Klebold cometeram suicídio. Lisa estava deitada na biblioteca, acompanhando o horário do dia pelo som do sinal da escola, até a chegada da polícia. Ela havia tentado se movimentar, mas sentiu tontura. Ela foi finalmente retirada da escola às 15h22, juntamente com Patti Nielson, Brian Anderson, e outros três funcionários da biblioteca que estavam escondidos na sala de descanso.

## O fim da crise

A situação da entrada oeste da escola após o massacre.

Ao meio-dia, as equipes da SWAT estavam localizadas fora da escola, e as ambulâncias começaram a levar os feridos para hospitais locais. Enquanto isso, as famílias dos alunos e dos funcionários da escola foram solicitadas para se reunirem na Leawood Elementary School para aguardarem informações.
Um pedido de munição extra para os policiais em caso de um tiroteio, ocorreu às 12h20. Os assassinos pararam de atirar alguns minutos antes. As autoridades relataram bombas caseiras às 13h00, e duas equipes da SWAT entraram na escola, às 13h09, passando de sala em sala e encontrando alunos escondidos. Todos os alunos, professores, e funcionários da escola foram retirados do local, deram depoimento, e receberam assistência médica em pequenas áreas de espera, antes de serem levados para se encontrarem com seus familiares na Leawood Elementary School. Às 15:00, Dave Sanders morreu devido aos seus ferimentos, antes que os agentes da SWAT pudessem levá-lo para receber assistência médica. Ele foi o único professor a morrer no massacre. As autoridades encontraram os corpos na biblioteca às 15h30.

Alunos são retirados da Columbine High School.

Aproximadamente às 16h00, o Xerife fez uma estimativa inicial de 25 alunos e professores mortos. A estimativa continha 10 mortos a mais do que o número real, mas estava perto do número total de alunos feridos. O Xerife disse que os policiais estavam procurando os corpos de Eric e Dylan. Às 16h30, a escola foi declarada segura. Às 17h30, outros policiais foram chamados, pois mais bombas foram encontradas no estacionamento e no telhado. Aproximadamente às 18h15, os policiais encontraram uma bomba no carro de Dylan, no estacionamento. O Xerife decidiu marcar a escola inteira como cena do crime; treze dos mortos, incluindo os atiradores, ainda estavam dentro da escola até o momento. Às 22h40, um membro do esquadrão de bombas, que estava tentando desativar uma bomba caseira não-detonada, acendeu acidentalmente um fósforo ligado à bomba ao escová-la contra a parede do trailer de eliminação de munições. A bomba explodiu dentro do trailer, mas ninguém ficou ferido.
O número total de mortes foi de 12 alunos e um professor; 20 alunos e um professor ficaram feridos devido aos tiroteios. Outras três vítimas foram feridas indiretamente ao tentarem fugir da escola. Acredita-se que Eric e Dylan cometeram suicídio a aproximadamente 49 minutos depois que começaram o massacre.

### Consequências imediatas
Em 21 de abril, os esquadrões de bombas vasculharam a escola. Às 10h00 da manhã, o esquadrão de bombas declarou o edifício seguro para os funcionários entrarem. Às 11h30, um porta-voz do Xerife declarou que a investigação estava em andamento. Treze dos corpos ainda estavam na escola quando os investigadores tiraram fotos do edifício.
Às 14h30, uma conferência de imprensa foi realizada pelo Procurador e pelo Xerife de Jefferson County, David Thomas e John Stone, respectivamente, na qual eles disseram que suspeitavam que outras pessoas haviam ajudado a planejar o tiroteio. A identificação formal dos mortos ainda não havia ocorrido, mas as famílias das vítimas que as autoridades acreditavam estarem mortas já tinham sido avisadas. Entre o final da tarde e o início da noite, os corpos foram gradualmente retirados da escola e levados para o Escritório do Perito de Jefferson County para serem identificados e autopsiados. Às 17h00, os nomes de muitos dos mortos já haviam sido identificados. Uma declaração oficial foi divulgada, dizendo que haviam 15 mortes confirmadas e 27 feridos no massacre.
Em 30 de abril, os policiais de alto escalão de Jefferson County e do Escritório do Xerife de Jefferson County se reuniram para decidir se deveriam revelar que Michael Guerra, um detetive do Escritório do Xerife, havia solicitado uma declaração para um mandado de busca na casa de Eric Harris há mais de um ano antes do massacre, devido a sua investigação sobre seu site e suas atividades. Eles decidiram não divulgar esta informação em uma conferência de imprensa realizada em 30 de abril, e nem mesmo mencionaram isso em outras ocasiões. Durante os dois anos seguintes, a declaração original de Michael Guerra e os documentos de arquivo de investigação foram perdidos. Sua perda foi chamada de "preocupante" por um grande júri que foi convocado depois que a existência do arquivo foi relatada, em abril de 2001.
Nos meses seguintes ao massacre, a atenção da mídia se voltou para Cassie Bernall, que havia sido morta por Eric na biblioteca e a quem Eric teria dito: "Você acredita em Deus?", antes de a matar. Cassie teria respondido "Sim" a esta pergunta, sendo então assassinada. Emily Wyant, a testemunha que presenciou a morte de Cassie, negou que Cassie e Eric trocaram palavras.
A sobrevivente Valeen Schnurr afirmou que Eric a perguntou sobre sua crença em Deus. Joshua Lapp disse que Cassie foi, de fato, questionada sobre sua crença, mas não pôde dizer exatamente onde Cassie estava localizada, pois estava mais próximo de Valeen Schnurr durante o massacre. Outra testemunha, Craig Scott, irmão de Rachel Scott, que também foi retratada como um mártir Cristão, afirmou que Eric realmente trocou palavras com Cassie Bernall. Quando lhe pediram para indicar de onde a conversa estava vindo, Craig apontou para onde Valeen Schnurr foi baleada.
Ainda assim, Cassie Bernall e Rachel Scott passaram a ser consideradas mártires Cristãs por Evangélicos.

### Mortes posteriores relacionadas ao incidente
Vários ex-alunos e professores hoje ainda sofrem de TEPT. Seis meses após o massacre, a mãe da aluna Anne Marie Hochhalter, cometeu suicídio. Greg Barnes, um aluno que viu o momento em que Dave Sanders foi baleado, também cometeu suicídio em Maio de 2000. Em 2019, um dos sobreviventes do massacre, Austin Eubanks, faleceu. Eubanks, que foi gravemente ferido durante o massacre, teve que receber ao longo da vida uma grande quantidade de medicamentos, o que o levou à dependência de opioides tendo o mesmo revelado publicamente ter vencido o vício anos antes. Ele tinha 37 anos.

## Motivações
Após o incidente, ocorreram especulações sobre a motivação dos atiradores e se os assassinatos poderiam ter sido evitados. Diferente de muitos massacres escolares anteriores, os dois atiradores se suicidaram, o que tornou o massacre particularmente difícil de ser avaliado.
Em uma investigação sobre como Eric e Dylan adquiriram suas armas, a polícia descobriu que eles adquiriram uma por meio de um amigo, Mark Manes. Ele e Philip Duran, que havia apresentado a dupla para ele, foram processados por terem fornecido armas para Eric e Dylan. Cada um foi acusado de fornecer uma pistola para um menor e possuir uma espingarda. Mark Manes e Philip Duran foram condenados a um total de seis anos e quatro anos e meio de prisão, respectivamente.

### Bullying
A ligação entre bullying e violência escolar tem atraído atenção crescente desde o massacre de 1999 na Columbine High School. Os dois atiradores eram classificados como garotos superdotados que supostamente foram vítimas de bullying por quatro anos. De acordo com Brooks Brown, Dylan Klebold e Eric Harris eram os alunos mais excluídos em toda a escola, e até mesmo muitos daqueles que eram mais próximos deles consideravam os dois como "os perdedores dos perdedores". Dylan é conhecido por ter comentado com seu pai sobre seu ódio pela cultura atleta em Columbine, acrescentando que Eric, particularmente, tinha sido vítima deste grupo social. Neste comentário, Dylan havia afirmado: "Eles certamente infernizam Eric". Em outra ocasião, apenas algumas semanas antes do massacre, Eric e Dylan foram confrontados por um grupo de jovens na escola—todos membros do time de futebol americano—que tinham jogado ketchup e mostarda neles enquanto se referiam ao par como "boiolas" e "veados".
Um ano após o massacre, uma análise feita por policiais do Serviço Secreto dos Estados Unidos de 37 tiroteios em escolas premeditadas, descobriu que o bullying, do qual alguns dos atiradores descreviam como "termos que se aproximavam do tormento", desempenhou o papel principal em mais de dois terços nos ataques. Uma teoria semelhante foi levantada por Brooks Brown em seu livro sobre o massacre; ele disse que os professores geralmente ignoravam quando se deparavam com algum tipo de bullying, e que, sempre que Dylan Klebold e Eric Harris eram vítimas dos atletas em Columbine, os atletas faziam declarações como: "Não se preocupe, cara. Isso acontece o tempo todo!" se alguém expressasse choque ou surpresa.
As primeiras histórias criadas após o massacre acusaram os administradores e professores de Columbine de terem tolerado o bullying feito pelos então atletas, permitindo que uma atmosfera de intimidação e ressentimento fosse criada. Críticos disseram que isso pode ter contribuído para a violência extrema dos autores do crime. Supostamente, comentários homofóbicos eram direcionados a Dylan e Eric.
Um autor tem fortemente contestado a teoria de "vingança por bullying" como uma motivação para as ações de Eric e Dylan. David Cullen, autor do livro Columbine, lançado em 2009, embora reconheça a abrangência do bullying nas escolas, incluindo Columbine, alegou que os dois atiradores não eram vítimas de bullying. David Cullen disse que Eric era muito mais um atirador do que uma vítima de bullying.

### Problemas psicológicos e depressão
Em julho de 1999, o FBI convocou uma importante conferência sobre atiradores escolares em Leesburg, na Virgínia. Os convidados eram psicólogos, psiquiatras, e representantes de recentes tiroteios em escolas, incluindo um grande número de representantes de Columbine. A Procuradora-Geral, Janet Reno, também participou. Então, o FBI publicou um relatório detalhado sobre atiradores escolares, embora não apontasse as causas de nenhum caso individual.
No aniversário de cinco anos de Columbine, o investigador principal do FBI que investigava Columbine e vários psiquiatras publicaram suas conclusões sobre o caso em um artigo de notícias. Estas conclusões afirmaram de que Eric Harris era um psicopata, enquanto Dylan Klebold era depressivo. Eric tinha sido o mentor, possuindo um complexo de superioridade de nível messiânico, e esperava demonstrar sua superioridade ao mundo, enquanto Dylan, tendo escrito várias vezes sobre seus desejos de suicídio em seu diário—particularmente devido à sua falta de sucesso com as mulheres, e tinha participado do massacre como um meio de simplesmente acabar com sua vida. O Dr. Dwayne Fuselier, supervisor encarregado da investigação de Columbine, comentou mais tarde: "Acredito que Eric foi até a escola para matar e não se importou se ele iria morrer, enquanto Dylan queria morrer e não se importava se outras pessoas morressem também". O comentário final de Dylan na fita de vídeo que ele e Eric fizeram pouco antes do massacre na Columbine High School é uma declaração resignada feita quando ele desvia rapidamente seu olhar para longe da câmera e diz: "Apenas saibam que estou indo para um lugar melhor. Eu não gostei muito da vida".
O ataque levou mais de um ano de planejamento, aquisição de armas e construção de bombas. O diário de Eric, em particular, mostra preparação metódica durante um longo período de tempo, incluindo vários experimentos com detonação de bombas. Em comparação, o diário de Dylan inicialmente continha poucas referências à violência (embora, a partir de janeiro de 1999, as referências à violência tenham se tornado mais frequentes). De longe, o tema mais prevalente no diário de Dylan era seu desespero secreto por sua falta de sucesso com as mulheres, o que ele chamava de "tristeza infinita".
Por questões anteriores de comportamento, o psiquiatra de Eric o tinha prescrito o anti-depressivo SSRI Luvox; relatórios de toxicologia confirmou que Eric tinha Luvox em sua corrente sanguínea no momento do massacre. Dylan não tinha nenhuma medicação em seu sistema.

### Video games
Eric e Dylan eram fãs de video games como Doom, Wolfenstein 3D e Duke Nukem. Eric muitas vezes criou mapas para Doom, que foram amplamente distribuídos pela internet; estes mapas ainda podem ser encontrados na internet como "Harris levels". Rumores de que o esboço destes mapas se assemelhavam ao da Columbine High School circularam, mas parecem ser falsos. Eric passou muito tempo criando outro grande mapa, chamado Tier, dizendo que ele era seu "trabalho de vida". O mapa foi enviado para um computador da Columbine High School e para a AOL pouco antes do massacre, mas parece ter sido perdido. Um pesquisador argumentou que é quase certo que o mapa Tier incluía um esboço da Columbine High School.
Os pais de algumas das vítimas abriram vários processos contra fabricantes de video games, mas sem sucesso.

### Natural Born Killers
Eric e Dylan eram fãs do filme Natural Born Killers, e usavam o acrônimo do filme, NBK, como um código em seus vídeos caseiros e diários.

### Outros fatores explorados

#### Clima social
Durante e depois das investigações iniciais, grupos sociais dentro de escolas foram amplamente discutidos. Uma das percepções formadas foi que Dylan e Eric eram isolados de seus colegas de classe, criando sentimentos de impotência, insegurança e depressão, assim como uma grande necessidade de atenção. Este conceito tem sido questionado, pois Eric e Dylan tinham um círculo fechado de amigos e um grupo social informal mais amplo.

#### Subcultura gótica
Nas semanas seguintes ao massacre na Columbine High School, os relatos da mídia sobre Eric e Dylan retratavam os dois como parte de um ritual gótico. Uma suspeita crescente da subcultura gótica subsequentemente se manifestou. Inicialmente, Eric e Dylan haviam sido considerados membros da "The Trenchcoat Mafia"; um grupo social informal da Columbine High School. Mais tarde, estas caracterizações foram consideradas incorretas.

#### Música
A culpa pelo massacre foi atribuída a uma série de bandas de metal ou de "dark music", como KMFDM e Rammstein. Grande parte dessa culpa foi direcionada a Marilyn Manson, e sua banda de mesmo nome. Após ser colocado por noticiários e especialistas em manchetes sensacionalistas como "Assassinos Eram Adoradores do Maníaco do Rock Manson" e "O Maníaco Adorador do Demônio Disse Para Crianças Matarem", muitos chegaram a acreditar que a música e a imagem de Marilyn Manson foram, de fato, a única motivação de Eric Harris e Dylan Klebold, apesar de relatórios posteriores mostrarem que os dois não eram fãs de Marilyn Manson.
Logo após o incidente, a banda cancelou os shows restantes de sua turnê na América do Norte Rock Is Dead Tour, em respeito às vítimas, afirmando de que a música, os filmes, os livros ou os video games não eram culpados. Marilyn Manson declarou:
| “ | A mídia [noticiária] tem injustamente culpado a indústria musical e chamados adolescentes góticos, e tem especulado, sem base na verdade, que artistas como eu são culpados de alguma forma. Essa tragédia foi um produto de ignorância, de ódio, e um acesso à armas. Espero que a mídia [noticiária], que é irresponsável por apontar o dedo, não crie mais discriminação contra adolescentes que se parecem diferentes. | ” |

Em 1 de maio de 1999, Marilyn Manson ampliou sua refutação às acusações feitas contra ele e sua banda em um artigo de opinião da revista Rolling Stone, chamado "Columbine: Whose Fault Is It?". Ele castigou a histeria e o pânico moral que se seguiram, e criticou a mídia pela cobertura irresponsável; ele também criticou o hábito americano de culpar os bode expiatórios por fugirem da responsabilidade. A persistência de Columbine e dos Estados Unidos na cultura de armas, culpa, e "celebridade da morte", foi mais explorada no álbum Holy Wood, lançado em 2000 pela banda de Marilyn Manson.
Em 2002, Marilyn Manson apareceu no documentário de Michael Moore, Bowling for Columbine; sua aparição foi filmada durante o primeiro show da banda em Denver, no Colorado, desde o massacre. Quando Michael Moore perguntou para Marilyn Manson o que ele teria dito aos alunos de Columbine, ele respondeu: "Eu não diria uma única palavra para eles. Eu ouviria o que eles teriam para me dizer, e isso foi o que ninguém fez".
Sascha Konietzko, da banda KMFDM, disse que sua música denunciava a "guerra, opressão, fascismo, e violência contra os outros".

## Impacto nas políticas escolares

### Relatório do Serviço Secreto sobre tiroteios em escolas
Um estudo do Serviço Secreto dos Estados Unidos concluiu que as escolas estavam colocando falsas esperanças na segurança física, quando deveriam estar mais atentos aos comportamentos de pré-ataque dos alunos. Políticas de tolerância zero e detectores de metais "provavelmente não serão úteis", descobriram os pesquisadores do Serviço Secreto dos Estados Unidos. Os pesquisadores focaram em questões relativas à necessidade de equipes da SWAT—pois a maioria dos ataques terminam antes mesmo da polícia chegar—, perfis dos alunos que mostram sinais de perigo na ausência de um perfil definitivo, expulsão de alunos por infrações menores—pois a expulsão é a faísca que empurra alguns a voltarem para a escola com uma arma—, a compra de softwares não-baseado em estudos de tiroteios escolares para avaliar as ameaças—embora os assassinos raramente façam ameaças diretas—, e dependência de detectores de metais e policiais nas escolas—pois os atiradores muitas vezes não fazem nenhum esforço para esconder suas armas.
Em maio de 2002, o Serviço Secreto dos Estados Unidos publicou um relatório que examinava 37 tiroteios em escolas dos Estados Unidos. Eles encontraram as seguintes constatações:
- Incidentes de violência direcionada na escola raramente eram atos repentinos e impulsivos;
- Antes da maioria dos incidentes, outras pessoas sabiam a respeito da ideia e/ou plano de ataque do autor do crime;
- A maioria dos autores dos crimes não ameaçavam suas vítimas diretamente antes de realizarem o ataque;
- Não há um perfil preciso e útil de alunos que tenham praticado violência escolar;
- A maioria dos autores dos crimes envolvidos em algum comportamento antes do incidente que causou preocupação em outras pessoas ou indicou necessidade de ajuda;
- A maioria dos autores dos crimes tinham dificuldades em lidar com perdas significativas ou falhas pessoais. Além disso, muitos tinham considerado ou tentado suicídio;
- Muitos dos autores dos crimes se sentiam intimidados, perseguidos, ou feridos por outros antes do ataque;
- A maioria dos autores dos crimes tinham acesso e já haviam usado armas antes do ataque;
- Em muitos casos, outros alunos estavam envolvidos de alguma forma;
- Apesar das respostas imediatas da lei, a maioria dos ataques foram interrompidos por outros meios, não pela intervenção policial.[127]

### Segurança escolar
Após o massacre na Columbine High School, as escolas nos Estados Unidos tomaram novas medidas de segurança, como mochilas transparentes, detectores de metais, uniformes escolares e guardas de segurança. Algumas escolas implementaram a numeração das portas escolares para melhorar a resposta da segurança pública. Várias escolas em todo o país recorreram a exigir que os alunos usassem identificações geradas por computador. Ao mesmo tempo, os departamentos de polícia mudaram suas táticas e agora treinam para situações parecidas como a de Columbine, depois de críticas sobre a lenta resposta e progresso das equipes da SWAT durante o massacre.

### Políticas anti-bullying
Em resposta às preocupações expressas sobre as causas do massacre na Columbine High School e outros tiroteios em escolas, algumas escolas renovaram políticas anti-bullying já existentes, além de adotarem uma abordagem de tolerância zero para a posse de armas e comportamento agressivo por parte dos alunos. Apesar do incidente em Columbine, vários especialistas em ciências sociais acreditam que a abordagem de tolerância zero adotada nas escolas foi implementada com muita dureza, fazendo com que consequências não intencionais acabassem criando outros problemas.

## Resultados de longo prazo

### Táticas da polícia
Uma mudança significativa nas táticas da polícia após o massacre na Columbine High School é a introdução da tática Efetivação Instantânea de Ação Imediata, usada em situações que tenham um atirador em ação. A polícia utilizou a tática tradicional em Columbine: cercar o edifício, estabelecer um perímetro, conter os danos. Esse tipo de abordagem foi substituído por uma tática que leva em conta a presença de um atirador em ação cujo interesse é matar, e não manter reféns. Esta tática exige uma equipe de quatro pessoas para entrar no local de qualquer tiroteio que se desenrola, até mesmo se houver apenas um único policial disponível. Os policiais que utilizam esta tática são treinados para irem em direção ao som dos tiros e neutralizarem o atirador o mais rápido possível. O objetivo é parar o atirador a todo custo; eles devem procurar vítimas feridas, pois o objetivo é evitar que o atirador mate ou cause mais ferimentos. David Cullen, autor do livro Columbine, declarou: "O novo protocolo demonstrou êxito em vários tiroteios durante a última década. Só em Virginia Tech, o protocolo provavelmente salvou dezenas de vidas".

### Controle de armas

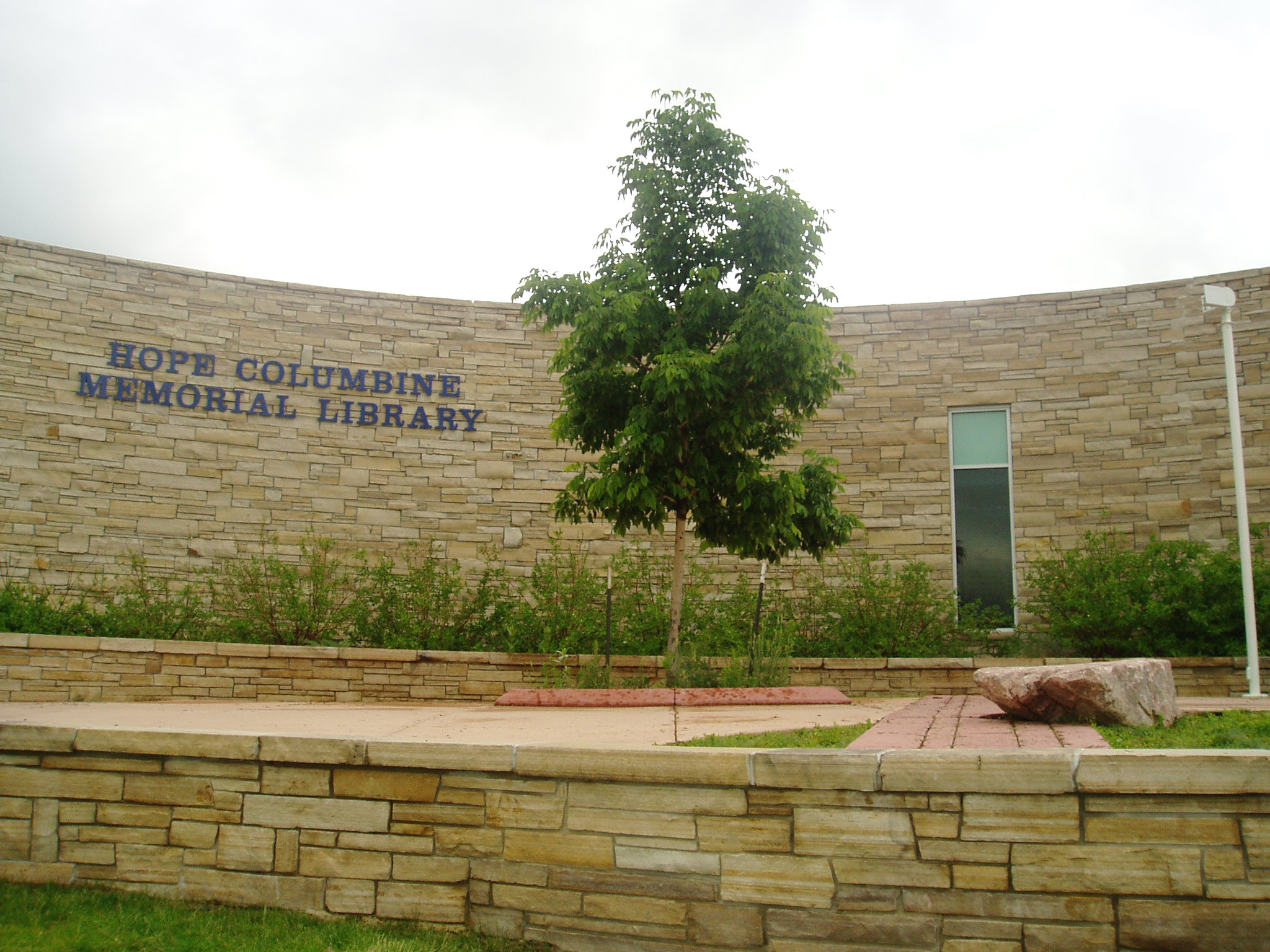
O HOPE Columbine Memorial Library, que substituiu a biblioteca onde ocorreu a maior parte do massacre.

O massacre resultou em pedidos para mais medidas de controle de armas. Em 2000, foi introduzida a legislação federal e estadual que exigia fechaduras de segurança em armas de fogo, assim como proibia a importação de cartuchos de munição de alta capacidade. Embora as leis que transformavam em crime o ato de comprar armas para criminosos e menores de idade tenham sido aprovadas, houve uma considerável controvérsia contra a legislação quanto às verificações de antecedentes em lojas de armas. Havia uma certa preocupação no lobby de armas tratando-se das restrições aos direitos da Segunda Emenda nos Estados Unidos. Em 2001, a K-Mart, que havia vendido munição aos atiradores, anunciou que não iria mais vender munições para revólveres. Esta ação foi encorajada pelo premiado e aclamado documentário de 2002, Bowling for Columbine, escrito e dirigido por Michael Moore.

### Memoriais
Em 2000, a advogada de jovens, Melissa Helmbrecht, organizou um evento de recordação em Denver, Colorado, chamado de "Day of Hope", que contou com a presença de dois alunos que sobreviveram ao massacre.
Um memorial permanente "para honrar e lembrar as vítimas do massacre de 20 de abril de 1999 na Columbine High School" ocorreu em 21 de setembro de 2007, em Clement Park, onde foi dedicado um prado adjacente à escola, no mesmo local onde memoriais improvisados foram realizados nos dias seguintes ao massacre. O memorial arrecadou um fundo de 1 milhão e meio de dólares em doações durante oito anos de planejamento.

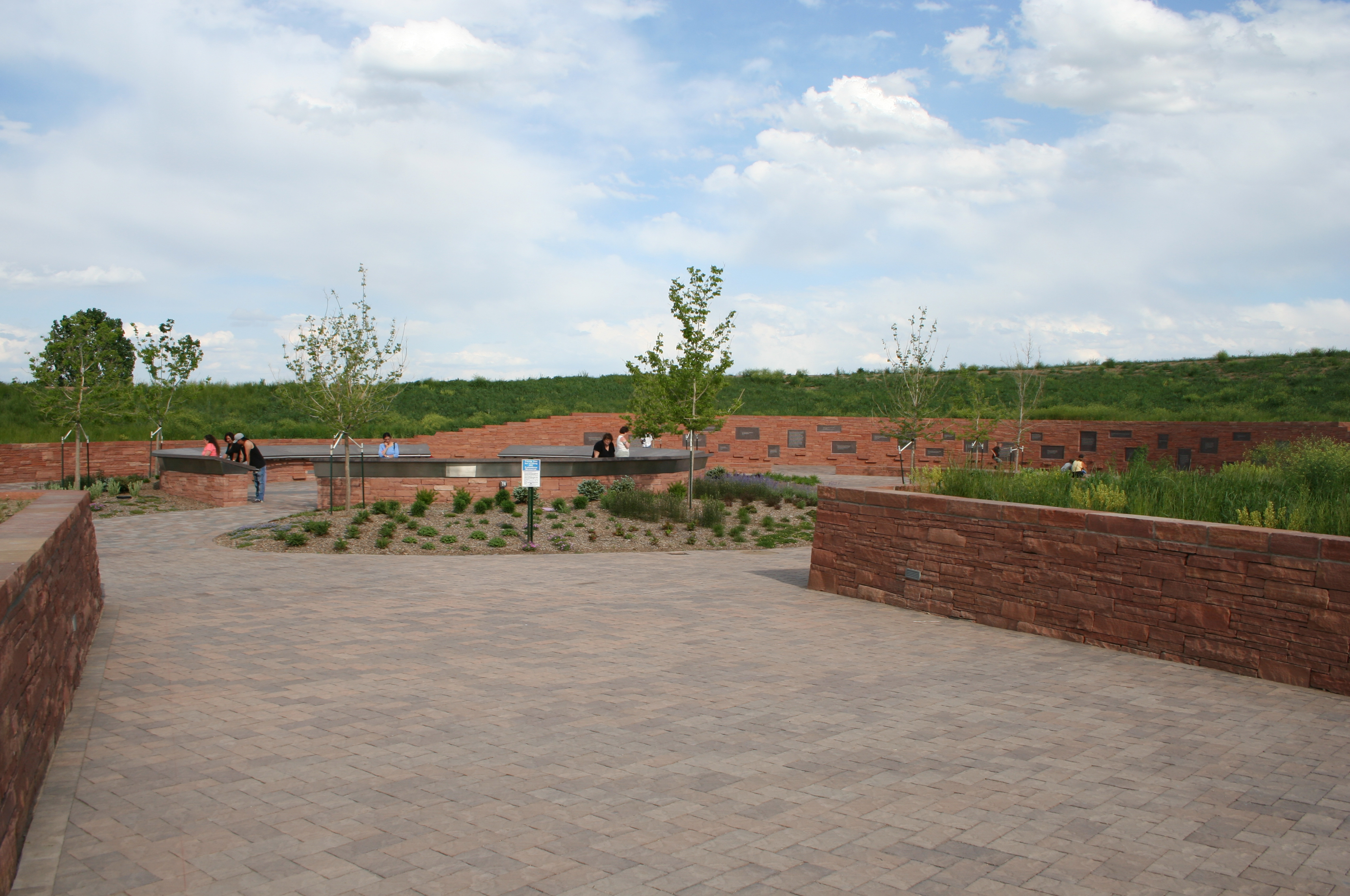
O memorial de Columbine.

### Tornando-se parte do vernáculo
Desde o massacre, "Columbine" ou "o incidente de Columbine", tornou-se um eufemismo quando alusões à tiroteios em escolas são feitas. Charles Andrew Williams, o responsável pelo massacre na escola Santana High School, teria dito aos seus amigos que iria "fazer um Columbine", embora nenhum deles tenha o levado a sério. Muitos esquemas de tiroteios em escolas que não deram certo citavam Columbine e o desejo de "superar Eric e Dylan". Brian Draper e Torey Adamcik, os alunos condenados da Pocatello High School, em Idaho, que assassinaram uma colega de classe, Cassie Jo Stoddart, mencionaram Eric e Dylan em seus vídeos caseiros, e estavam planejando um massacre "tipo Columbine".
Em um vídeo gravado e postado por Cho Seung-Hui para a mídia imediatamente antes de cometer o Massacre de Virginia Tech, Cho mencionou o massacre de Columbine em uma aparente referência à sua motivação para seus próprios atos. No vídeo, ele também se referiu a Eric e Dylan como "mártires".

### Fandom
Desde a introdução das redes sociais, um fandom dos atiradores, Eric Harris e Dylan Klebold, teve uma presença documentada em várias redes sociais, principalmente no Tumblr. Os fãs chamam a si mesmos de "Columbiners". O grupo ganhou a atenção da mídia generalizada em fevereiro de 2015, depois que três "Columbiners" conspiraram para cometer um tiroteio em massa em um shopping de Halifax, Nova Escócia, no Canadá, no Dia dos Namorados. Um artigo publicado em 2015 no Journal of Transformative Works, uma revista acadêmica que foca na sociologia dos fandoms, observou que os Columbiners não são fundamentalmente e funcionalmente diferentes dos fandoms mais comuns. Os Columbiners criam fan arts e fan fictions, assim como possuem interesse acadêmico pelo massacre.

## Ações judiciais contra as agências estaduais e as famílias dos autores do crime
Após o massacre, muitos sobreviventes e parentes das vítimas falecidas apresentaram ações judiciais. Sob a lei estadual do Colorado na época, o máximo que uma família poderia receber em uma ação judicial contra uma agência governamental era de 600 mil dólares. A maioria dos casos contra o departamento de polícia de Jefferson County e o distrito escolar foram negados pelo tribunal federal por causa da imunidade do governo. No entanto, o caso contra o Escritório do Xerife em relação à morte do professor Dave Sanders não foi negado, pois a polícia impediu que paramédicos entrassem na Columbine High School para auxiliá-lo, mesmo sabendo que Eric Harris e Dylan Klebold já estavam mortos. O caso foi resolvido fora do tribunal em agosto de 2002 por 1 milhão e 500 mil dólares.
Em abril de 2001, as famílias de mais de 30 vítimas receberam um acordo de 2 milhões e 538 mil dólares em seus casos contra as famílias de Eric Harris, Dylan Klebold, Mark Manes, e Phillip Duran. Sob os termos do acordo, as famílias de Eric e Dylan contribuíram com 1 milhão e 568 mil dólares através das políticas de seus proprietários, além de mais 32 mil dólares reservados para reivindicações futuras; a família de Mark Manes contribuiu com 720 mil dólares, além de mais 80 mil dólares reservados para reivindicações futuras; e a família de Phillip Duran contribuiu com 250 mil dólares, além de mais 50 mil dólares adicionais disponíveis para reivindicações futuras. A família de Isaiah Shoels, a única vítima afro-americana, rejeitou este acordo, mas em junho de 2003, um juiz ordenou que a família de Isaiah aceitasse um acordo de 366 mil dólares em seu processo de 250 milhões de dólares contra as famílias dos atiradores. Em agosto de 2003, as famílias das vítimas Daniel Rohrbough, Kelly Fleming, Matt Kechter, Lauren Townsend e Kyle Velasquez receberam quantias não reveladas em um processo de homicídio culposo contra as famílias de Eric Harris e Dylan Klebold.

### Específicas
1. ↑  "2010 CENSUS - CENSUS BLOCK MAP: Columbine CDP, CO" U.S. Census Bureau. Recuperado em 25 de abril de 2015. A localização da escola é na Pierce Street, que corre de norte à sul através de Columbine, em aproximadamente uma milha a oeste do limite da cidade de Littleton.
2. ↑  «Columbine hero has local ties». HJNews. 2 de fevereiro de 2000
3. ↑  «Columbine High School». Consultado em 21 de abril de 2015 O U.S. Postal Service designa "Littleton" como o nome do local padrão para endereços no código postal da escola; Assim, o massacre foi relatado extensamente como tendo acontecido na Cidade de Littleton. A escola realmente fica a uma milha a oeste do limite da cidade de Littleton.
4. ↑  «columbine high school shootings». history.com. Consultado em 21 de abril de 2015
5. ↑  «Columbine High School». The New York Times. 17 de abril de 2008
6. ↑  «Columbine Shootings 10 Years Later: Students, Teacher Still Haunted by Post-Traumatic Stress». ABC News. 13 de abril de 2009
7. ↑  «10 years later, the real story behind Columbine». 14 de abril de 2009
8. ↑  «A Plot with a Scandal: A Closer Look at 'Kids for Cash' Documentary». Juvenile Justice Information Exchange. 10 de fevereiro de 2014. Sua mensagem refletiu o que muitos peritos dizem ser o dominante da aplicação da lei na vigília dos tiroteios em Columbine.
9. ↑  «Kids for Cash Review». Cinema Paradiso Blog. 20 de março de 2015. Após os eventos do massacre na escola de Columbine, o Juiz Ciavarella, da Pensilvânia, aplicou a política da tolerância zero, uma posição resistente em adolescentes.
10. ↑  «The Columbine Killers». The New York Times. 24 de abril de 2004
11. ↑  «10 years later, the real story behind Columbine». USA Today. 14 de abril de 2009. Consultado em 14 de abril de 2009
12. ↑  «Doom, Quake and mass murder». Salon.com. 23 de abril de 1999. Consultado em 19 de setembro de 2008. Cópia arquivada em 19 de setembro de 2008
13. ↑  «Lessons from Littleton (Part I)». Independent School. Consultado em 24 de agosto de 2008. Cópia arquivada em 9 de fevereiro de 2012
14. ↑  «Voices From The Hellmouth». Slashdot. 26 de abril de 1999. Consultado em 24 de agosto de 2008. Cópia arquivada em 21 de agosto de 2008
15. 1 2 3 4 5 6 7 8 9 10 11 12 13 14 15 16 17 18 19 20 21 22 23 24  «Columbine». The Final Report. Temporada 1. Episódio 9
16. ↑  «Columbine shooter Eric Harris's webpages». Acolumbinesite.com. Consultado em 24 de agosto de 2008
17. ↑  «District attorney releases Columbine gunman's juvenile records». The Reporters Committee for Freedom of the Press. 6 de novembro de 2002. Cópia arquivada em 8 de dezembro de 2002
18. 1 2 3  «Lessons From Columbine: Virtual and Real Rage» (PDF). American Journal of Forensic Psychiatry. Julho de 2007. Consultado em 31 de outubro de 2016. Arquivado do original (PDF) em 31 de maio de 2010
19. ↑  «10 years later, the real story behind Columbine». USA Today. 14 de abril de 2009. Consultado em 14 de abril de 2009
20. ↑  «Eric Harris diversion files» (PDF). Office of the District Attorney, First Judicial District, Jefferson and Gilpin Counties. p. 49. Consultado em 15 de outubro de 2014. Arquivado do original (PDF) em 14 de outubro de 2014
21. ↑  «Eric's big lie». Columbine Online. Consultado em 15 de outubro de 2014. Arquivado do original em 19 de janeiro de 2011
22. ↑  «Typed transcripts of Eric's journal». Acolumbinesite.com
23. ↑  «Columbine High School Shooting Details». Acolumbinesite.com. Consultado em 22 de agosto de 2010
24. ↑  Columbine. Grand Central Publishing. [S.l.: s.n.] 2009. pp. 214, 261. ISBN 978-0-446-54693-5
25. ↑  «Analysis of journals and videos». Slate. 24 de maio de 2010. Consultado em 31 de outubro de 2016. Cópia arquivada em 24 de maio de 2010
26. ↑  A investigadora principal, Kate Battan, observou que Eric foi tão longe, que monitorou a lanchonete antes do ataque para ter uma ideia de quando era a hora mais movimentada do local, e assim, ter uma estimativa do número máximo de pessoas que eles poderiam matar lá. Ele calculou que era possível matar cerca de 450 alunos; 455 alunos estavam na lanchonete quando as bombas não detonaram.
27. ↑  «Columbine killers planned to kill 500». BBC News. 27 de abril de 1999. Consultado em 15 de outubro de 2014
28. ↑  «The Columbine Basement Tapes». Acolumbinesite.com. Consultado em 22 de agosto de 2010 Frases e transcrições das fitas de vídeo de Eric Harris e Dylan Klebold.
29. ↑  A Mother's Reckoning: Living in the Aftermath of the Columbine Tragedy p. 84
30. ↑  «Loophole protects Columbine 'witness'». Rocky Mountain News. 21 de fevereiro de 2001. Consultado em 31 de outubro de 2016. Cópia arquivada em 21 de fevereiro de 2001
31. ↑  «Duran gets 4 1/2-year term». The Denver Post. 24 de junho de 2000. Consultado em 15 de outubro de 2014
32. ↑  «VPC - Where'd They Get Their Guns? - Columbine High School, Littleton, Colorado». www.vpc.org. Consultado em 6 de fevereiro de 2017
33. ↑  «Location of the Diversion Explosive Device: Summary». 15 de maio de 2000. Consultado em 24 de dezembro de 2012
34. ↑  Todos os horários estão em Mountain Daylight Time, UTC−6
35. ↑  «Diagram of Columbine High School Shootings April 20, 1999 at 11:14 - 11:22 am: Diagram 12 - Harris and Klebold return to their vehicles and collect their duffel bags containing additional explosive devices». 15 de maio de 2000. Consultado em 24 de dezembro de 2012
36. ↑  A Mother's Reckoning: Living in the Aftermath of the Columbine Tragedy p. 131
37. 1 2  «Bomb Summary». CNN. Consultado em 15 de abril de 2015
38. 1 2 3 4  «Deputies on Scene». CNN e Jefferson County Colorado Sheriff. 2000. Consultado em 24 de dezembro de 2012
39. 1 2 3 4 5 6 7  «The Columbine High School Shootings: Narrative Time Line of Events 11:10 Am to 11:59 am». 15 de maio de 2000. Consultado em 26 de dezembro de 2012
40. 1 2  No Easy Answers: The Truth Behind Death at Columbine. Lantern Books. Nova York: [s.n.] 2002. ISBN 978-1-59056-031-0
41. ↑  «Diagram of Columbine High School Shootings April 20, 1999 at 11:19 am: Diagram 14 - Harris and Klebold begin shooting towards the west entrance door, killing Rachel Scott and injuring Richard Castaldo». CNN. 15 de maio de 2000. Consultado em 26 de dezembro de 2012
42. ↑  «Diagram of Columbine High School Shooting April 20, 1999 at 11:19 - 11:23 am: Diagram 16 - Additional shots are fired down the stairs toward the south parking lot and cafeteria injuring Daniel Rohrbough, Lance Kirklin and Sean Graves». CNN. Consultado em 26 de dezembro de 2012
43. ↑  «David Sanders Fountain Central Class of 1969: The Columbine hero». Fountain County Heroes. Consultado em 23 de julho de 2013. Arquivado do original em 26 de agosto de 2013
44. ↑  «Diagram of Columbine High School Shooting April 20, 1999 at 11:19 - 11:23 am: Diagram 17 - Harris and Klebold shoot towards the grassy hill injuring Michael Johnson and Mark Taylor». CNN. Consultado em 26 de dezembro de 2012
45. ↑  «Survivors push forward 5 years after Columbine shootings». The Item. 18 de abril de 2004. Consultado em 24 de agosto de 2016
46. ↑  «Columbine families ready to help Aurora survivors when the time is right». The Guardian. 27 de julho de 2012. Consultado em 15 de outubro de 2014
47. ↑  «Another timeline of the attacks». Consultado em 27 de abril de 2005. Cópia arquivada em 27 de abril de 2005
48. ↑  «Diagram of Columbine High School Shooting April 20, 1999 at 11:24 am: Diagram 27 - Harris, inside at the west entrance double doors, exchanges gunfire with Jefferson County Sheriff's Deputy Neil Gardner who has just arrived in the parking lot». CNN. Consultado em 26 de dezembro de 2012
49. ↑  «Columbine: Deputy's eyesight in question». The Denver Post. 23 de novembro de 2000. Consultado em 15 de outubro de 2014
50. ↑  «Science teacher died a hero». Rocky Mountain News. 27 de setembro de 2007. Consultado em 2 de junho de 2016. Cópia arquivada em 27 de setembro de 2007
51. ↑  A Mother's Reckoning: Living in the Aftermath of the Columbine Tragedy p. 129
52. ↑  PATTI. Jefferson County 911. Consultado em 15 de outubro de 2014
53. ↑  «Diagram of Columbine High School Shootings April 20, 1999 at 11:29 - 11:36 am: Diagram 52 - Klebold stops at the west end of the computer tables while Harris continues to the south of the computer tables. At the computer tables, Harris gets down on his knee and begins shooting out the west library windows. Klebold subsequently positions himself east of Harris and kneels down and fires out the west window. Klebold then turns south firing his shotgun at table #15 injuring Daniel Steepleton, Makai Hall and Patrick Ireland.». 15 de maio de 2000. Consultado em 26 de dezembro de 2012
54. ↑  «Remembering Columbine». MSN. 17 de julho de 2014. Consultado em 20 de agosto de 2016
55. ↑  «Columbine Five Years Later». People. 19 de abril de 2004. Consultado em 16 de novembro de 2016
56. ↑  «Columbine Massacre Victims – Page 1». 11 de agosto de 2015. Consultado em 6 de janeiro de 2017. Cópia arquivada em 11 de agosto de 2015
57. ↑  «Did she really say "yes"?». Lhup.edu. 21 de outubro de 1999. Consultado em 22 de agosto de 2010. Arquivado do original em 4 de julho de 2010
58. ↑  «Massacre Memorial Sparks Suit». The Spokesman Review. 6 de outubro de 1999. Consultado em 24 de setembro de 2016
59. ↑  «Through the Eyes of Survivors». The Denver Post. 13 de junho de 1999. Consultado em 18 de fevereiro de 2017
60. ↑  «It's Not Who Said it, but What was Said». Lakeland Ledger. 16 de outubro de 1999. Consultado em 17 de setembro de 2016
61. ↑  Comprehending Columbine p. 7
62. ↑  «Findings of Library Events». CNN e Jefferson County, Colorado, Sheriff. 20 de abril de 1999. Consultado em 22 de agosto de 2010
63. ↑  «Diagram of Columbine High School Shootings April 20, 1999 at 11:29 - 11:36 am: Diagram 81 - Harris and Klebold move to the south and both shoot under table #14, killing Corey DePooter and injuring Jennifer Doyle and Austin Eubanks». CNN. 15 de maio de 2000. Consultado em 26 de dezembro de 2012
64. ↑  «Columbine survivor in Rose Parade». Casper Star Tribune. 27 de dezembro de 2004. Consultado em 20 de agosto de 2016
65. ↑  «Findings of Library Events». CNN e Jefferson County, Colorado, Sheriff. 15 de maio de 2000. Consultado em 27 de dezembro de 2012
66. ↑  «Columbine High School Shooting Details». Acolumbinesite.com. Consultado em 22 de agosto de 2010. Arquivado do original em 17 de setembro de 2010
67. ↑  «Table of Contents». Wayback Machine. 17 de dezembro de 2008. Consultado em 6 de janeiro de 2017. Cópia arquivada em 17 de dezembro de 2008
68. ↑  «Fatal Friendship». The Rocky Mountain News. 21 de fevereiro de 2001. Consultado em 2 de abril de 2012. Cópia arquivada em 21 de fevereiro de 2001
69. ↑  «Table of Contents». CNN. 17 de dezembro de 2008. Consultado em 6 de janeiro de 2017. Cópia arquivada em 17 de dezembro de 2008
70. 1 2  «Columbine Shooting Aftermath - 1999». Acolumbinesite.com. Consultado em 12 de setembro de 2016
71. ↑  «Gunfire in the Halls of Columbine». Acolumbinesite.com. Consultado em 12 de setembro de 2016
72. ↑  «Columbine Grand Jury Report» (PDF). District Court, City and County of Denver, Colorado. 22 de setembro de 2004. Consultado em 6 de janeiro de 2017. Cópia arquivada (PDF) em 22 de setembro de 2004
73. ↑  «The truth about Columbine». The Guardian. 17 de abril de 2009. Consultado em 9 de outubro de 2016
74. 1 2  «Columbine Miracle: a Matter of Belief». The Washington Post. 14 de outubro de 1999. Consultado em 12 de setembro de 2016
75. ↑  «Review: The Martyrs of Columbine by Justin Watson». Thomas Larson. Fevereiro de 2003. Consultado em 15 de outubro de 2014
76. ↑  «Columbine Student Cassie Bernall Said "Yes" When Asked By One of the Shooters if She Believed In God-Disputed!». TruthOrFiction.com. Consultado em 11 de janeiro de 2011
77. ↑  Donaldson James, Susan (13 de Abril de 2009). «Columbine Shootings 10 Years Later: Students, Teacher Still Haunted by Post-Traumatic Stress (Em inglês)». ABC News. Consultado em 4 de Junho de 2013. Cópia arquivada em 27 de Abril de 2013
78. ↑  «Columbine Five Years Later (Em inglês)». People. 19 de Abril de 2004. Consultado em 16 de Novembro de 2016. Cópia arquivada em 17 de Novembro de 2016
79. ↑  «Song only clue to student's despair (Em inglês)». 6 de Maio de 2000. Consultado em 13 de Outubro de 2018. Arquivado do original em 31 de Agosto de 2012
80. ↑  Vera, Amir (19 de Maio de 2019). «Columbine survivor Austin Eubanks found dead at 37 (Em inglês)». CNN. Consultado em 19 de Maio de 2019
81. ↑  «Columbine gun supplier jailed». BBC News. 13 de novembro de 1999. Consultado em 15 de outubro de 2014
82. ↑  Cullen, Dave (Abril de 2010). Columbine. Twelve. [S.l.: s.n.] pp. 167–168, 285–286. ISBN 978-0-446-54692-8
83. ↑  «Duran gets Prison Term». Rocky Mountain News. 17 de abril de 2001. Consultado em 20 de abril de 2009. Cópia arquivada em 17 de abril de 2001
84. ↑  Ball State University (p.3)[ligação inativa]
85. ↑  A Mother's Reckoning: Living in the Aftermath of the Columbine Tragedy p. 187
86. ↑  «Bullying in Schools Doesn't Have to be Tolerated, Author Contends». The Day. 30 de outubro de 2002. Consultado em 8 de outubro de 2016
87. ↑  A Mother's Reckoning: Living in the Aftermath of the Columbine Tragedy p. 189
88. ↑  «Gifted and Tormented». The Washington Post. 16 de maio de 2006. Consultado em 15 de outubro de 2014
89. ↑  «Dissecting Columbine's Cult of the Athlete». The Washington Post. 12 de junho de 1999. Consultado em 15 de outubro de 2016
90. ↑  «Dissecting Columbine's Cult of the Athlete». The Washington Post. 12 de junho de 1999. p. A1. Consultado em 15 de outubro de 2014
91. ↑  «The Community: Columbine Students Talk of Disaster and Life». The New York Times. 30 de abril de 1999. Consultado em 15 de outubro de 2014
92. ↑  Cullen, Dave (Abril de 2010). Columbine. Twelve. [S.l.: s.n.] pp. 158–159, 208. ISBN 978-0-446-54692-8
93. ↑  O'Toole, Mary Ellen (1999). «The School Shooter: A Threat Assessment Perspective». Consultado em 15 de outubro de 2014
94. ↑  «The Depressive and the Psychopath». Slate. 20 de abril de 2004. Consultado em 15 de outubro de 2014
95. ↑  «The Depressive and the Psychopath». Slate. 20 de abril de 2004. Consultado em 11 de setembro de 2016
96. ↑  A Mother's Reckoning: Living in the Aftermath of the Columbine Tragedy pp. 159-160
97. ↑  A Mother's Reckoning: Living in the Aftermath of the Columbine Tragedy p. 172
98. ↑  A Mother's Reckoning: Living in the Aftermath of the Columbine Tragedy p. 137
99. ↑  Cullen, Dave (Abril de 2010). Columbine. Twelve. [S.l.: s.n.] pp. 33–34,183–185,275–277,371–380. ISBN 978-0-446-54692-8
100. ↑  «Don't Jump to Conclusions About the Killer». The New York Times. 21 de julho de 2012. Consultado em 25 de julho de 2012
101. ↑  A Mother's Reckoning: Living in the Aftermath of the Columbine Tragedy p. 159
102. ↑  «Columbine shooter was prescribed anti-depressant». CNN. 29 de abril de 1999. Consultado em 15 de outubro de 2014
103. ↑  «Drug found in Harris' body». The Denver Post. 4 de maio de 1999. Consultado em 15 de outubro de 2014
104. ↑  «The Harris Levels». Snopes.com. 1 de janeiro de 2005. Consultado em 15 de outubro de 2014
105. ↑  «Basement Tapes». Acolumbinesite.com. Consultado em 22 de agosto de 2010
106. ↑  «Columbine families sue computer game makers». BBC News. 1 de maio de 2001. Consultado em 15 de outubro de 2014
107. ↑  «Columbine lawsuit over video games dismissed». Daily Camera. Associated Press. 28 de abril de 2006. Consultado em 6 de janeiro de 2017. Cópia arquivada em 28 de abril de 2006
108. ↑  Cullen, Dave (Abril de 2010). Columbine. Twelve. [S.l.: s.n.] pp. 146–147. ISBN 978-0-446-54692-8
109. ↑  «For Those Who Dress Differently, an Increase in Being Viewed as Abnormal». The New York Times. 1 de maio de 1999. Consultado em 15 de outubro de 2014
110. 1 2  «Inside the Columbine High investigation». Salon.com. 23 de setembro de 1999. Consultado em 15 de outubro de 2014
111. 1 2  «The Nation; The Stresses of Youth, The Strains of Its Music». The New York Times. 25 de abril de 2000. Consultado em 22 de novembro de 2010
112. ↑  «Columbine left its indelible mark on pop culture». CNN. 20 de abril de 2009. Consultado em 17 de novembro de 2010
113. ↑  «Never mind the headlines...». BBC News. 9 de fevereiro de 2001. Consultado em 19 de outubro de 2010
114. ↑  Tom Bryant (10 de novembro de 2010). «Screaming For Vengeance». Kerrang!: 40–42
115. ↑  Jones, Steve (2002).  Jones, Steve, ed. Pop music and the press. Temple University Press. Philadelphia: [s.n.] pp. 126–127. ISBN 978-1-56639-966-1. Consultado em 14 de novembro de 2010
116. ↑  «Colorado Governor, Congressman Support Anti-Manson Group». MTV. 21 de maio de 2001. Consultado em 17 de novembro de 2010
117. ↑  «Columbine High School massacre on 10th anniversary: 5 myths surrounding deadliest school attack in U.S. history». The Grand Rapids Press. 20 de abril de 2009. Consultado em 16 de novembro de 2010
118. 1 2  «Terror in Littleton: The Culture; Rock Concerts Are Cancelled». The New York Times. 29 de abril de 1999. Consultado em 22 de novembro de 2010
119. ↑  «Manson cancels rest of US tour». BBC News. 29 de abril de 1999. Consultado em 18 de novembro de 2010
120. ↑  «Marilyn Manson Concert, Other Denver Events Cancelled In Wake Of High School Shooting». MTV. 22 de abril de 1999. Consultado em 16 de novembro de 2010
121. ↑  «Marilyn Manson Postpones U.S. Tour Dates». MTV. 28 de abril de 1999. Consultado em 21 de março de 2011
122. ↑  «Rolling Stone : Columbine: Whose Fault Is It?». Antilife.org. 28 de maio de 1999. Consultado em 8 de setembro de 2011. Arquivado do original em 5 de maio de 2016
123. ↑  «Marilyn Manson: The Write To Be Wrong». NME. 1 de maio de 1999. Consultado em 31 de março de 2011
124. ↑  «Manson Rants, Raves, Reacts In Rolling Stone Essay». VH1. 15 de maio de 2011. Consultado em 4 de abril de 2011. Cópia arquivada em 15 de maio de 2011
125. ↑  «Marilyn Manson Interview on Bowling for Columbine». Bowling for Columbine. 15 de junho de 2011. Consultado em 15 de novembro de 2010. Cópia arquivada em 8 de julho de 2013
126. ↑  «Deadly Lessons: School Shooters Tell Why» (PDF). Chicago Sun-Times. 15–16 de outubro de 2000. Consultado em 8 de abril de 2006
127. ↑  Vossekuil, B (9 de julho de 2008). The Final Report and Findings of the Safe School Initiative: Implications for the Prevention of School Attacks in the United States (PDF). U.S. Department of Education, Office of Elementary and Secondary Education, Safe and Drug-Free Schools Program e U.S. Secret Service. National Threat Assessment Center, Washington, D.C.: [s.n.] Consultado em 14 de maio de 2011. Arquivado do original (PDF) em 8 de setembro de 2009
128. ↑  «Drills, new security measures mark return to schools». CNN. 16 de agosto de 1999. Consultado em 22 de agosto de 2005
129. ↑  «Columbine tragedy was wakeup call for nation's SWAT teams». CNN. Associated Press. 16 de agosto de 2000. Consultado em 24 de agosto de 2016. Cópia arquivada em 16 de agosto de 2000
130. ↑  «Students tell of bullying at Columbine High». Rocky Mountain News. 21 de fevereiro de 2001. Consultado em 24 de agosto de 2016. Cópia arquivada em 21 de fevereiro de 2001
131. ↑  «Five years after Columbine – is zero tolerance working?». ZeroIntelligence.net. 21 de junho de 2008. Consultado em 6 de janeiro de 2017. Cópia arquivada em 21 de junho de 2008
132. ↑  Garrett, Ronnie (Junho de 2007). «Marching to the Sound of Gunshots: Virginia Tech Incident Puts Emphasis on Active Shooter Response». Law Enforcement Technology. 34 (6): 54–63
133. ↑  Cullen, David (29 de abril de 2009). «The Four Most Important Lessons of Columbine». Slate. Consultado em 15 de outubro de 2014
134. ↑  «Clinton pushes Congress to pass new gun control legislation». CNN. 16 de março de 2008. Consultado em 16 de março de 2008. Cópia arquivada em 16 de março de 2008
135. ↑  «Colorado Kills Gun Laws». CBS News. 16 de fevereiro de 2000. Consultado em 15 de outubro de 2014
136. ↑  «'Boy In The Window' Won't Look Back». CBS News. 14 de abril de 2000. Consultado em 15 de outubro de 2014
137. ↑  «Young leaders to rally around volunteerism». The Denver Post. 12 de abril de 2000. Consultado em 20 de abril de 2004
138. ↑  «Columbine Memorial —Overview». The Foothills Foundation. 30 de abril de 2008. Consultado em 6 de maio de 2008. Cópia arquivada em 30 de abril de 2008
139. ↑  «Santee, Columbine, and other school shootings». mayhem.net
140. ↑  «Stoddart v. Pocatello School Dist. # 25 239 P.3d 784 (2010)». 8 de outubro de 2011. Consultado em 24 de junho de 2011. Cópia arquivada em 8 de outubro de 2011
141. ↑  «Psychology of Virginia Tech, Columbine Killers Still Baffles Experts». ABC News. 16 de abril de 2009. Consultado em 15 de outubro de 2014
142. ↑  «Shooter: 'You have blood on your hands'». CNN. 18 de abril de 2007. Consultado em 15 de outubro de 2014
143. ↑  «How Tumblr's True Crime Fandom Reacted to the Escape of a School Shooter». The Wire. 12 de setembro de 2014. Consultado em 17 de dezembro de 2015. Cópia arquivada em 22 de dezembro de 2015
144. ↑  «Killer Crush: The Horror of Teen Girls, from Columbiners to Beliebers». The Awl. 5 de outubro de 2012. Consultado em 27 de novembro de 2015. Arquivado do original em 8 de dezembro de 2015
145. ↑  «Halifax Shooting Plot: Who Are the "Columbiners?"». Canadian Broadcasting Company. 17 de fevereiro de 2015. Consultado em 27 de novembro de 2015. Cópia arquivada em 8 de dezembro de 2015
146. ↑  «Fans of Columbine shooters Eric Harris and Dylan Klebold». Journal of Transformative Works. 2015. Consultado em 27 de novembro de 2015
147. ↑  «School massacre spawns lawsuits». U-T San Diego. Associated Press. 20 de outubro de 1999. Consultado em 15 de outubro de 2014
148. ↑  «Most Columbine Lawsuits Dismissed». CBS News. 27 de novembro de 2001. Consultado em 13 de janeiro de 2014
149. ↑  «Sanders settles Columbine suit». Rocky Mountain News. 21 de agosto de 2002. Consultado em 13 de janeiro de 2014
150. 1 2  «$2.53 Million Deal Ends Some Columbine Lawsuits». The New York Times. 20 de abril de 2001. Consultado em 13 de janeiro de 2014
151. 1 2  «Columbine High School Shootings Fast Facts». CNN. 19 de setembro de 2013. Consultado em 15 de outubro de 2014
152. ↑  «$250 million Columbine lawsuit filed». CNN. 27 de maio de 1999. Consultado em 13 de janeiro de 2014

### Gerais
- «The Columbine Report». Salon.com. 1 de maio de 2001. Consultado em 6 de janeiro de 2017. Cópia arquivada em 1 de maio de 2001
- «Columbine documents JC-001-025923 through JC-001-026859, 946 pages.» (PDF). Jefferson County Sheriff's Office. 10 de setembro de 2008. Consultado em 6 de janeiro de 2017. Cópia arquivada (PDF) em 10 de setembro de 2008 (32.8 MB) hospedado pelo Rocky Mountain News.
- «Report: 12 killed at Columbine in first 16 minutes». CNN. 18 de agosto de 2000. Consultado em 6 de janeiro de 2017. Cópia arquivada em 18 de agosto de 2000